# Champions Cup
Coupe d'Europe de rugby à XV
La Champions Cup, anciennement la Coupe d'Europe de rugby à XV (jusqu'en 2014 : Heineken Cup ou H Cup en France ; European Rugby Champions Cup de 2014 à 2022) est la plus importante compétition interclubs de rugby à XV disputée en Europe chaque année par des équipes d'Angleterre, Écosse, France, Irlande, Italie, pays de Galles et Afrique du Sud après avoir traditionnellement opposé celles des Six Nations (Angleterre, Écosse, France, Irlande, Italie et pays de Galles) ainsi que de la Roumanie (pour la première édition uniquement).
La compétition est organisée par l'European Rugby Cup (ERC) de 1995 à 2014, puis par l'European Professional Club Rugby (EPCR) depuis 2014, qui gère également la Challenge Cup (anciennement le Challenge européen), compétition de second niveau qui regroupe les équipes qui n'ont pu se qualifier pour la Champions Cup.
La compétition est lancée en été 1995 à l'initiative du comité des Cinq Nations du Tournoi pour proposer une nouvelle compétition professionnelle internationale annuelle au niveau des clubs ou des provinces. Le premier match a lieu le 31 octobre 1995 entre le club roumain RCJ Farul Constanța et le Stade toulousain.
Au début, vingt-quatre équipes participent au tournoi et sont réparties en deux poules de douze. Les huit premiers de chaque poule sont qualifiés pour les huitièmes de finale. Divers changements dus au boycott anglais et écossais en 1998-1999 ont eu lieu, puis la formule traditionnelle est devenue une répartition de vingt équipes en cinq groupes de quatre. Cette formule a changé après la pandémie de Covid-19, et ce qui était une formule temporaire a été conservée, y compris avec l'intégration des équipes sud-africaines lors de l'édition 2022-2023.
La France et l'Angleterre présentent 8 équipes chacune issues respectivement des championnats de France et d'Angleterre, tandis que les équipes irlandaises, sud-africaines, galloises, écossaises et italiennes sont déterminées suivant leurs résultats en United Rugby Championship. Dans ce dernier cas, le nombre de clubs qualifiés par pays varie en fonction des performances des clubs engagés. Le tournoi se déroule d'octobre à mai.
De 1995 à 2014 et de 2018 à 2023, la compétition est sponsorisée par le groupe multinational néerlandais Heineken, spécialisé dans la bière. Elle porte donc son nom partout en Europe, sauf en France où elle prend l'appellation H Cup en raison des restrictions sur le parrainage des compétitions sportives par les fabricants d'alcool ou de tabac à la suite de la loi Évin de 1991. À partir de 2023, elle est sponsorisée par le groupe anglo-sud-africain bancaire et de gestion de patrimoine international Investec.
Le Stade toulousain l’a gagnée six fois, le Leinster quatre fois, le RC Toulon et les Saracens trois fois, le Munster, les Leicester Tigers, les London Wasps, le Stade rochelais deux fois chacun, Bath Rugby, le CA Brive, les Northampton Saints, l'Ulster, les Exeter Chiefs et l'Union Bordeaux Bègles une fois chacun.
Le titre de champion d'Europe est actuellement détenu par l'Union Bordeaux Bègles qui a obtenu son titre le 24 mai 2025, après avoir battu en finale les Northampton Saints sur le score de 28 à 20.

## Historique
Une première tentative, la Coupe d'Europe des clubs champions FIRA, avait été initiée par la FIRA-AER entre 1961 et 1967, mais n'ayant connu que quatre éditions qui ont vu le sacre du club français de l'AS Béziers, puis des clubs roumains de Grivita Rosie Bucarest et du Dinamo Bucarest.
La Coupe d'Europe de rugby à XV a été créée en 1995 par le comité des Cinq nations « afin de proposer un nouveau niveau de compétition professionnelle transfrontalière ».

### 1995-1999: les débuts
La première Coupe d'Europe de rugby à XV officielle a lieu lors de la saison 1995-1996. Douze équipes disputent cette première édition : la France, l'Irlande et le pays de Galles présentent trois équipes (respectivement Bègles Bordeaux, Castres olympique et le Stade toulousain ; Ulster, Leinster et Munster ; Cardiff RFC, Pontypridd RFC et Swansea RFC), l'Italie deux (Benetton Trévise et Amatori Rugby Milan) et la Roumanie une (RCJ Farul Constanța). Ces équipes s'affrontent en quatre poules de trois équipes (deux matchs disputés par équipe, un à domicile et un à l'extérieur) ; le premier de groupe est qualifié pour les demi-finales. Les équipes anglaises et écossaises n'y participent pas. Après un début de mauvais augure en Roumanie, où le Stade toulousain bat le RCJ Farul Constanța 54 à 10 devant seulement 3 000 personnes, et où le Toulousain Jean-Luc Cester marque le premier essai de l'histoire de la compétition, celle-ci gagne en intérêt et le public se montre. À l'issue des quinze matchs de cette première édition, Toulouse devient le premier champion d'Europe en battant Cardiff 21 à 18 après prolongations devant les 21 800 spectateurs de l'Arms Park de Cardiff.

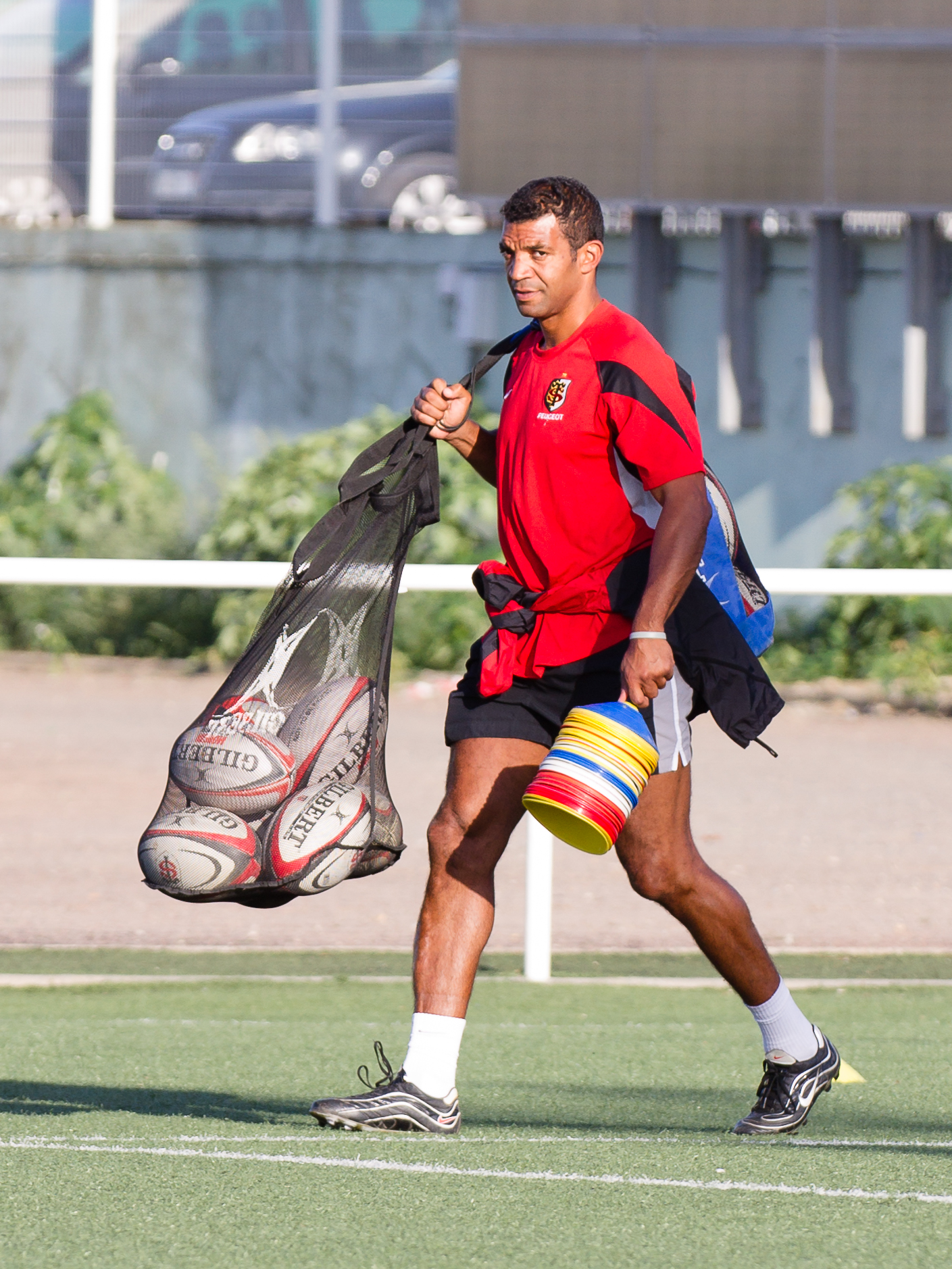
Émile Ntamack, premier capitaine champion d'Europe en 1996 avec le Stade toulousain.

L'Angleterre et l'Écosse rejoignent la compétition pour l'édition 1996-1997. Le rugby européen voit également la création du Challenge européen, réunissant les équipes n'ayant pu se qualifier pour la Coupe d'Europe. Pour celle-ci, vingt équipes réparties en quatre poules de cinq s'affrontent, les deux premières équipes de chaque poule se qualifiant pour les quarts de finale.
Après 46 matchs, Brive et Leicester s'affrontent en finale, après avoir battu tous leurs adversaires, dont les finalistes de la première édition (respectivement Cardiff et Toulouse) en demi-finales. Les Corréziens l'emportent 28 à 9 devant 41 664 personnes réunies à l'Arms Park et plus de 35 millions de téléspectateurs dans 86 pays.
La saison 1997-1998 voit l'introduction des matchs aller-retour, ce qui permet à chaque équipe de disputer six rencontres. Au total, la compétition se joue en soixante-dix matchs. Les premières de poule sont automatiquement qualifiées pour les quarts de finale, tandis que les deuxièmes et la meilleure troisième disputent un match de barrage pour y accéder. Ce sera la seule année d'existence de ces barrages. À noter que le tenant du titre Brive et Pontypridd, présents dans la même poule, s'affrontent dans ces barrages. Brive gagne cette rencontre 25 à 20, qui fait suite à deux matchs de poule très serrés (Brive-Pontypridd 32-31 ; Pontypridd-Brive 29-29). Trois clubs français parviennent en demi-finale (Toulouse, Brive et la Section paloise) contre un seul anglais (Bath). En demi-finales, Bath bat Pau 20 à 14 tandis que Brive dispose de Toulouse après prolongations (22-22, victoire par deux essais à un). Brive rencontre ainsi Bath, qui était également dans sa poule. Chaque équipe ayant gagné à domicile en phase de poules, la finale fait office de « belle » : elle est gagnée par les Anglais sur le score de 19 à 18 au Parc Lescure de Bordeaux, grâce à une pénalité réussie à la 82e minute par l'arrière anglais Jon Callard auteur de tous les points de son équipe,.
Les clubs anglais décident de boycotter la compétition lors de la saison 1998-1999, car ils ne sont pas en accord avec la gestion économique de la compétition. Bath ne peut donc défendre son titre. Il n'y a que seize équipes engagées, réparties en quatre poules de quatre, l'Ulster étant invité pour parvenir à ce nombre. Les clubs français dominent l'épreuve. Trois des cinq clubs engagés gagnent en effet leur poule, et Toulouse finit deuxième de sa poule. Les premiers de poule gagnent tous leurs quarts de finale et se retrouvent en demi-finale avec la province irlandaise d'Ulster. Un club français arrive donc pour la quatrième année consécutive en finale, en l'occurrence l'US Colomiers (banlieue de Toulouse). Toutefois, ce sont les Irlandais de l'Ulster qui remportent le tournoi après avoir battu Toulouse deux fois (en poule et en quarts de finale), le Stade français en demi-finale et Colomiers 21 à 6 en finale à Lansdowne Road, à Dublin, devant 49 000 personnes, dans la première finale sans essai de la compétition. Cette saison est également marquée par le match de poule entre Toulouse et l'équipe galloise d'Ebbw Vale RFC le 19 septembre 1998, qui se termine sur le score record de 108 à 16 pour Toulouse. Ce match détient sans surprise trois autres records : plus grand nombre de points marqués par une équipe, plus grand nombre d'essais marqués dans un match par une équipe (seize) et plus grand nombre de transformations pour une équipe (quatorze).

### 1999-2014: format à vingt-quatre clubs

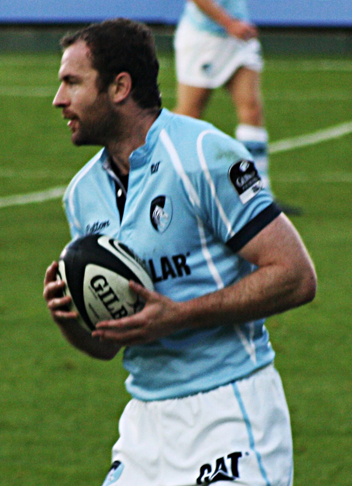
Geordan Murphy, double vainqueur de la Coupe d'Europe avec les Leicester Tigers.

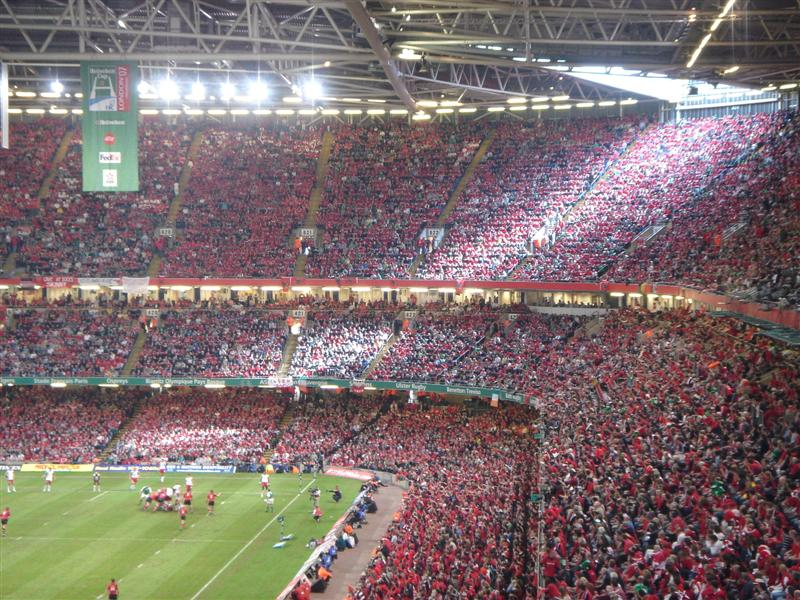
La finale 2005-2006 au Millennium Stadium de Cardiff.

#### Domination anglaise, 1999-2002
Les clubs anglais réintègrent la compétition en 1999-2000. Les phases de poules sont désormais échelonnées sur trois mois pour permettre au tournoi de se dérouler en même temps que les championnats domestiques. Ainsi, la compétition qui se terminait jusqu'alors en janvier finira désormais en mai (le 27 mai pour l'édition 1999-2000). Autres changements, le nombre d'équipes qualifiées passe de seize à vingt-quatre réparties en six poules de quatre ; pour les quarts de finale, suppression des barrages : désormais seules les deux meilleures deuxièmes se joignent aux six vainqueurs de poules (lors de l'édition précédente, tous les deuxièmes de poules participaient aux quarts).
Les quatre demi-finalistes de 1999-2000 proviennent de quatre pays différents ce qui est une première (Stade toulousain pour la France, Munster pour l'Irlande, Northampton Saints pour l'Angleterre et Llanelli RFC pour le pays de Galles). En finale, les Saints disposent du Munster sur un score étriqué (9-8) au Stade Twickenham de Londres devant 68 441 personnes, soit 20 000 spectateurs de plus que la finale précédente, David Wallace pour le Munster devenant à cette occasion le premier avant à marquer un essai dans une finale.
Les deux saisons suivantes vont voir l'avènement des Leicester Tigers qui gagnent coup sur coup les éditions 2000-2001 et 2001-2002.
En 2001, les Anglais disposent du Stade français 34 à 30, lors de la finale la plus prolifique à ce jour (64 points inscrits) en marquant un essai à la 79e minute du match par Leon Lloyd, alors que les Parisiens venaient de prendre l'avantage grâce au demi d'ouverture italien Diego Dominguez tapant un drop. Ce dernier en marquant neuf pénalités dans ce match détient les records du nombre de pénalités marquées dans un match, et de points dans une finale. Lors de la saison suivante, ce sont les Irlandais du Munster, qui après avoir battu le Castres olympique en demi-finale (25-17) à Béziers tombent en finale sur le score de 15 à 9 au Millennium Stadium de Cardiff. Les Tigres anglais n'ont pas encaissé d'essai lors de leurs deux finales victorieuses et ce sont les premiers à avoir conservé leur titre d'une année sur l'autre.

#### Retour des clubs français: 2002-2005

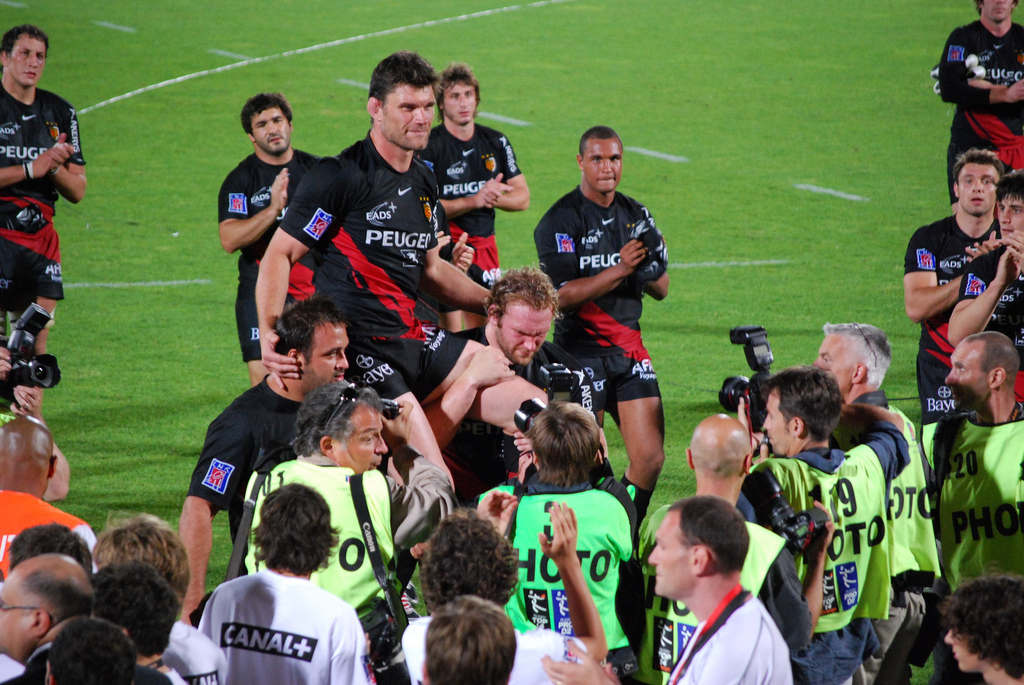
Fabien Pelous, capitaine du Stade toulousain et champion d'Europe en 2003 et 2005.

En 2002, un changement intervient dans le règlement : l'équipe qui gagne le Challenge européen se qualifie pour la Coupe d'Europe suivante. Les London Wasps, vainqueurs du Challenge européen 2002-2003, sont les premiers à en bénéficier.
Lors de la Coupe d'Europe 2002-2003, le dernier carré est dominé par les Irlandais et les Français qui y placent deux représentants chacun. Elle est dominée par les clubs français puisque le Stade toulousain (vainqueur du Munster 13-12) et Perpignan (vainqueur à Lansdowne Road du Leinster 21-14) se qualifient pour la finale qui se déroule au Lansdowne Road de Dublin. C'est la première finale qui oppose deux clubs d'un même pays. Elle est remportée par Toulouse sur le score de 22 à 17 dans un match où les Catalans courent en vain après le score (Toulouse menant 19 à 0 à la mi-temps).

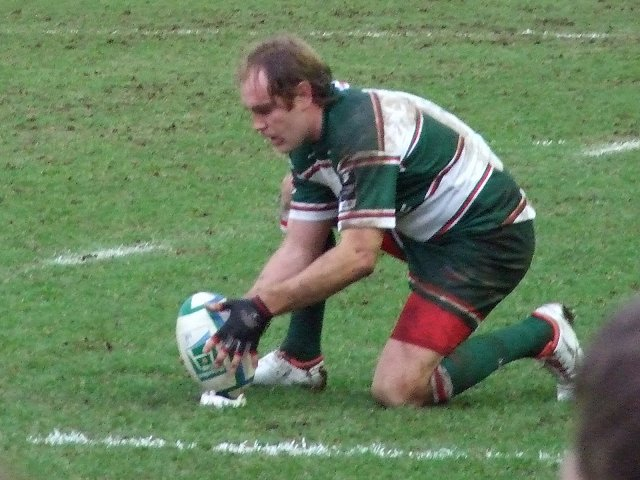
Andy Goode avec son club des Leicester Tigers, auteurs d'un doublé en Coupe d'Europe (2001 et 2002).

Pour l'édition 2003-2004, l'attribution des points pendant la phase de poules est modifiée en s'inspirant du barème en usage dans l'hémisphère Sud et en Coupe du monde. Une victoire rapporte 4 points, un match nul 2 points, une défaite rien et un point de bonus est accordé aux équipes marquant au moins quatre essais (bonus offensif) et/ou perdant par sept points au plus (bonus défensif). C'est la dernière modification du déroulement de la compétition. Enfin, cette édition voit la création de franchises pour les équipes galloises.
Cinq équipes galloises disputent la Coupe d'Europe 2003-2004. Une seule, celle des Llanelli Scarlets, se qualifie pour les quarts de finale et se fait éliminer à domicile par le Biarritz olympique. Le tenant du titre toulousain défait Édimbourg qui est la première équipe écossaise à atteindre les quarts en Coupe d'Europe. En finale, Toulouse affronte les London Wasps qui jouent à domicile puisque la finale a lieu au Stade de Twickenham de Londres. Ce match reste longtemps indécis. Les Toulousains menés 20 à 14 avant les dix dernières minutes reviennent au score à la suite de deux pénalités du demi d'ouverture remplaçant Jean-Baptiste Élissalde aux 71e et 74e minutes. On se rapproche à grands pas de la prolongation, quand un coup de pied anglais vers le camp toulousain voit l'arrière Clément Poitrenaud laisser filer le ballon dans son en-but pour l'aplatir et bénéficier d'un renvoi aux 22 mètres. Sauf qu'il ne voit pas Rob Howley dans son dos arriver à toute vitesse. Celui-ci en profite pour aplatir le ballon à la place du Français. L'essai, confirmé par la vidéo, est transformé. Ainsi, les Wasps gagnent ce match 27 à 20,. Cette victoire est la dernière de la domination anglaise sur l'épreuve. Les clubs anglais auront gagné quatre des cinq Coupes d'Europe organisées entre 1999 et 2004.

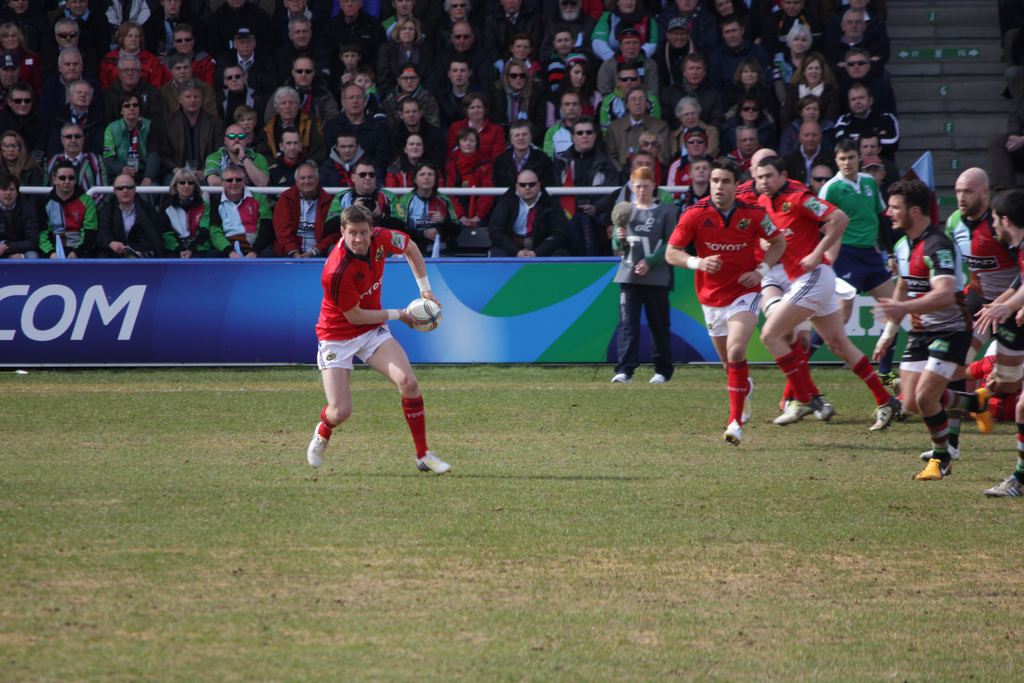
Ronan O'Gara avec son équipe du Munster, champion d'Europe en 2006 et 2008.

Les Northampton Saints ratent complètement l'édition 2004-2005 puisqu'ils se font sortir dès la phase de poule à cause notamment d'une défaite à domicile 31 à 37 contre les Leicester Tigers. Les clubs français dominent la compétition comme en 2003 avec deux représentants en finale. Ce sont le Stade toulousain qui dispute sa troisième finale d'affilée et le Stade français. Celui-ci revient en finale trois ans après sa défaite de 2000, grâce à sa victoire 20 à 17 sur le Biarritz olympique en demi-finale arrachée à la 89e minute à la suite d'un essai de Christophe Dominici. Après avoir mené 12 à 6 au Murrayfield Stadium d'Édimbourg à la mi-temps grâce à quatre pénalités de David Skrela, le Stade français se fait rejoindre au score deux minutes avant la fin du match à la suite d'une pénalité de Frédéric Michalak. Michalak donnera la victoire aux Toulousains grâce à une pénalité et un drop en prolongations pour un score final de 18 à 12. C'est le troisième titre des Toulousains. Cette finale est la deuxième à s'être terminée sans essai. Cette édition est également marquée par le quart de finale entre Biarritz et le Munster qui se déroule en Espagne au Stade d'Anoeta de Saint-Sébastien. L'Espagne devient à cette occasion le huitième pays à accueillir un match de Coupe d'Europe.

#### Domination irlandaise: 2006-2012

##### Le Munster double champion d'Europe (2006 et 2008)

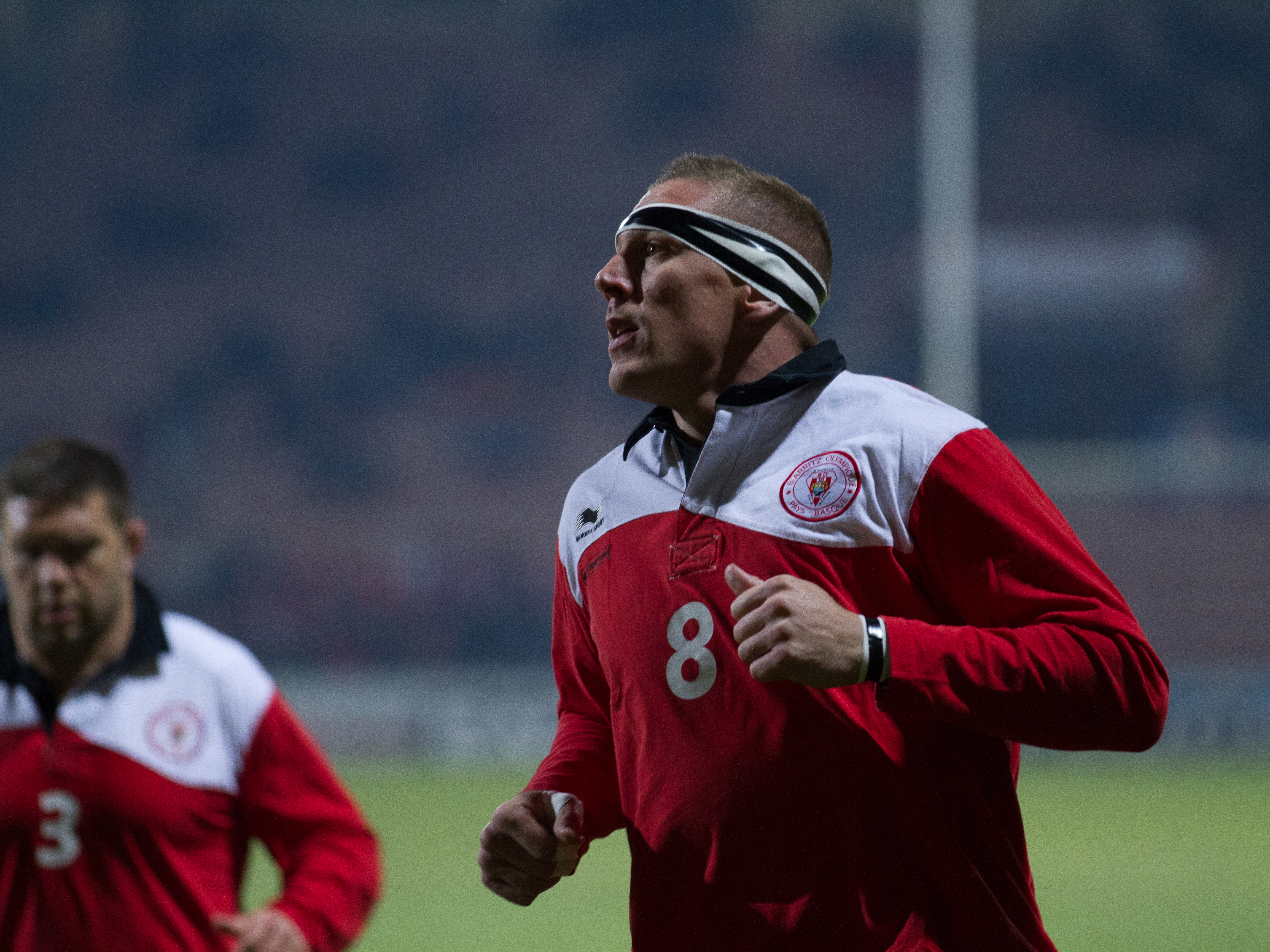
Imanol Harinordoquy avec le Biarritz olympique, double finaliste en 2006 et 2010.

La saison 2005-2006 introduit une nouveauté : le barrage italo-celtique. Il est disputé entre la meilleure équipe italienne non qualifiée et la meilleure équipe de la Celtic League (galloise ou irlandaise) non-qualifiée pour attribuer la dernière place qualificative. Pour cette première, les Cardiff Blues disposent en Italie de Viadana sur le score de 38 à 9. L'équipe galloise des Newport Gwent Dragons disputera les trois autres barrages italo-celtiques pour une défaite à domicile en 2006 contre Parme (15-24) et deux victoires contre Calvisano à domicile en 2007 (22-15) et à l'extérieur en 2009 (42-17) pour la dernière édition de ce barrage. En 2008, ce barrage n'est pas disputé car le championnat italien n'est pas terminé à temps. Ce sont les Dragons qui en profitent. Ils se seront qualifiés ainsi pour la Coupe d'Europe quatre années d'affilée par ce biais. Cette édition est également marquée par le quart de finale entre Toulouse et le Leinster qui s'achève sur une victoire spectaculaire du Leinster à l'extérieur sur le score de 41 à 35. En finale, le Munster bat Biarritz 23 à 19 au Millennium Stadium de Cardiff après deux échecs en finale. Lors de l'édition 2006-2007, la Suisse devient le neuvième pays à accueillir un match de Coupe d'Europe avec le match entre Bourgoin-Jallieu et les champions irlandais du Munster au stade de Genève qui voit la victoire des Irlandais sur le score de 30 à 27. Dans la phase qualificative, Biarritz et Llanelli gagnent leurs six matchs de poule. C'est la première fois que deux équipes font le sans-faute en matchs de groupe la même année. Les Biarrots en terminant avec 29 points (sur 30 possibles) détiennent le record de points obtenu en phase qualificative. Pourtant, aucun des deux clubs n'atteint la finale. Les London Wasps battent les Leicester Tigers 25 à 9 dans la troisième finale opposant deux clubs d'un même pays (après deux finales franco-françaises). Le match se dispute au Twickenham Stadium de Londres qui détient toujours la plus grosse affluence pour une finale avec 81 076 spectateurs.

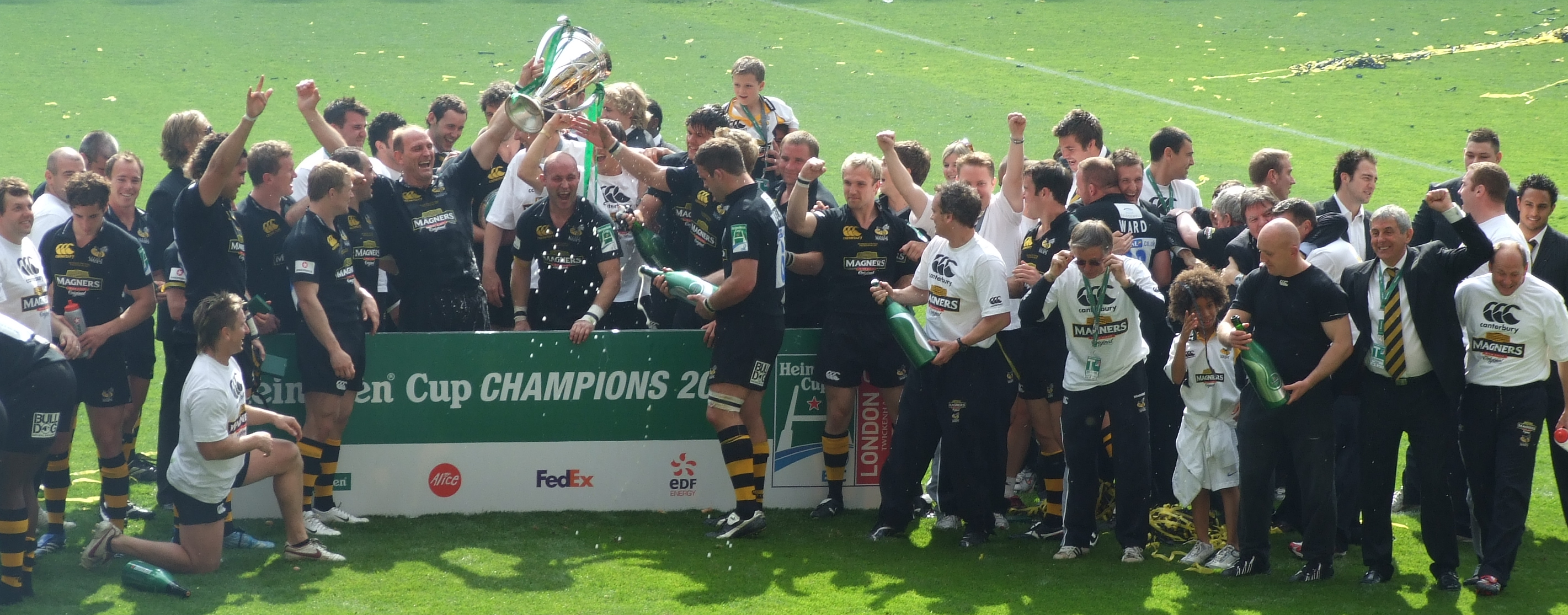
Les Wasps remportent la compétition en 2007.

Le 5 avril 2007, la Ligue nationale de rugby (LNR) annonce que les clubs français ne participeraient pas à l'édition 2007-2008 de la Coupe d'Europe. En effet, elle souhaite que les clubs soient actionnaires de l'ERC qui organise la compétition afin d'éviter que la Coupe d'Europe ne devienne une épreuve entre franchises. Les clubs anglais devaient également boycotter la compétition mais un accord a été trouvé le 20 mai 2007, entre Français, Anglais et les responsables des fédérations internationales et européennes de rugby : les clubs français et anglais jouent la Coupe d'Europe 2007-2008.

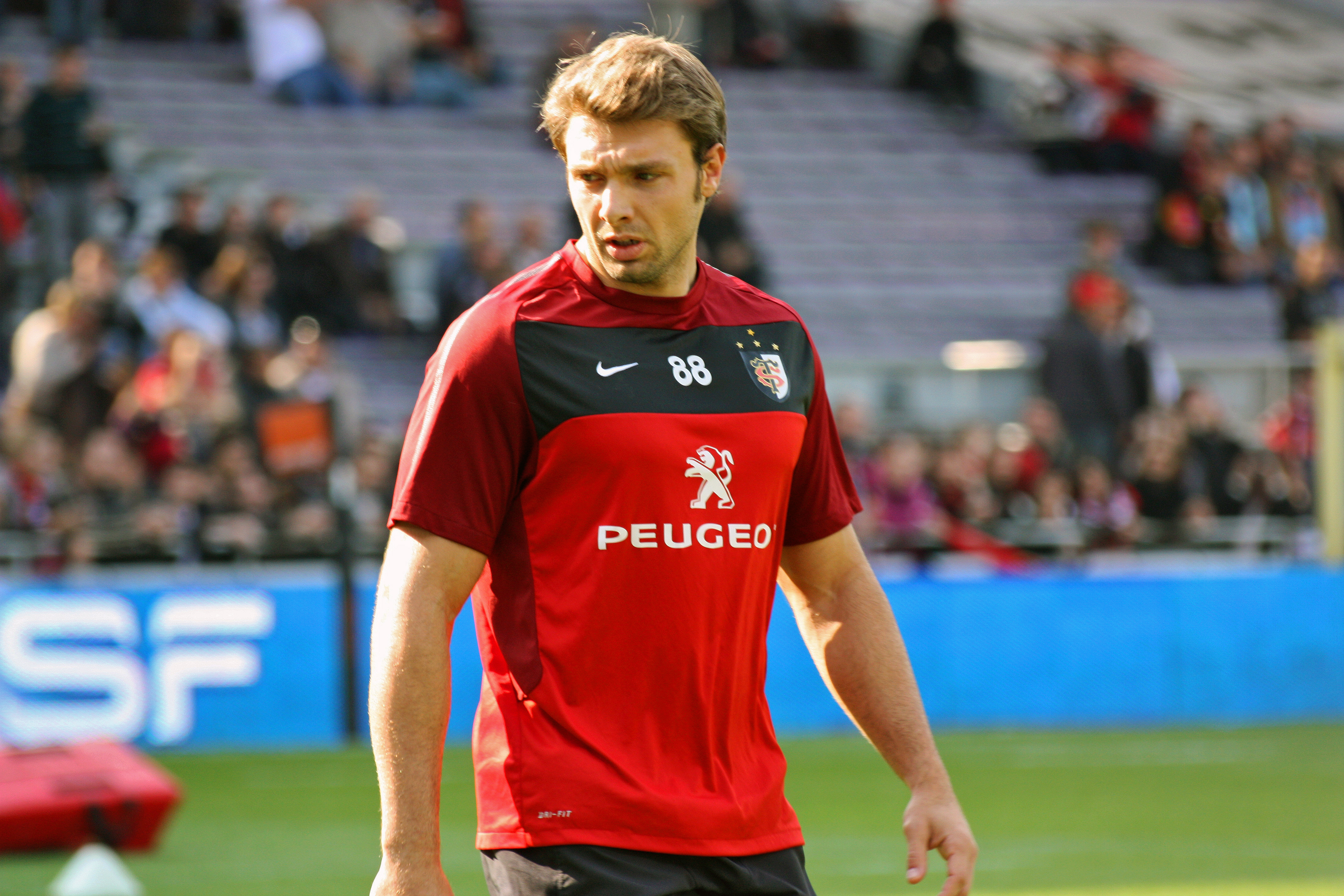
Vincent Clerc, deuxième meilleur marqueur d'essais de la coupe d'Europe et champion en 2003, 2005 et 2010 avec le Stade toulousain.

Lors de cette édition, les clubs anglais dominent la phase de poules puisque les trois meilleures équipes (Saracens, London Irish et Gloucester) sont anglaises. Mais elles ne profiteront pas de cet avantage puisque Gloucester en quart, Saracens et London Irish en demi-finales se font toutes éliminer à domicile. La finale oppose le Munster au Stade toulousain au Millenium Stadium de Cardiff. Les Irlandais s'imposent 16 à 13.

##### Le Leinster triple champion d'Europe en quatre éditions (2009-2012)

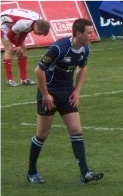
Jonathan Sexton du Leinster, auteur de 28 points lors de la finale 2011.

Pour la saison 2008-2009, l'ERC décide d'introduire des têtes de série pour le tirage des poules. Cette nouveauté est destinée à les équilibrer. En effet, lors de l'édition précédente, les deux derniers vainqueurs (Munster en 2006 et London Wasps en 2007) ainsi qu'un demi-finaliste de 2006 (Llanelli Scarlets) s'étaient retrouvés ensemble. Pour cela, le classement européen de l'ERC est institué afin de créer différents niveaux dans le tirage au sort. L'édition 2008-2009 va donner plusieurs matchs marquants. D'abord, celui entre les Harlequins et le Stade français s'achève par un drop victorieux du Néo-Zélandais Nick Evans à la 84e minute après 29 temps de jeu (19-17 pour les Quins),. Ces mêmes Harlequins seront en quart de finale les protagonistes principaux de ce qui sera appelé le Bloodgate. En effet, alors que le Leinster mène 6 à 5, une pénalité est donnée aux Harlequins, mais leur buteur Nick Evans est sorti. Pour le faire revenir, Tom Williams mord dans une capsule de faux sang et s'en asperge, ce qui permet un blood replacement. Evans rate la pénalité et le score en reste là. Tom Williams, le kiné et l'entraîneur sont sanctionnés tandis que le club est condamné à payer une amende de 300 000 euros. En demi-finale, les Leicester Tigers mènent 26 à 12 sur le terrain des Cardiff Blues à moins de dix minutes du terme. Ce match semble plié, quand les Blues marquent deux essais coup sur coup, pour égaliser à 26 partout. La prolongation ne changeant rien, il faut donc passer par une séance de tirs au but, ce qui est une première dans la compétition. Martyn Williams, habituel troisième-ligne aile rate sa tentative ce qui permet à Jordan Crane, troisième ligne centre, de marquer son but pour faire gagner son équipe 7 à 6 aux tirs au but,. Dans l'autre demi-finale, le match entre le Munster et le Leinster remporté 25 à 6 par ce dernier est regardé par 82 208 spectateurs ce qui est un record du monde pour un match entre clubs, l'ancien record étant détenu par la finale du championnat anglais en 2009 entre les Wasps et Leicester. La finale disputée au Murrayfield Stadium d'Édimbourg voit la victoire 19 à 16 du Leinster sur les Leicester Tigers grâce à une pénalité à la 70e minute de Jonathan Sexton.

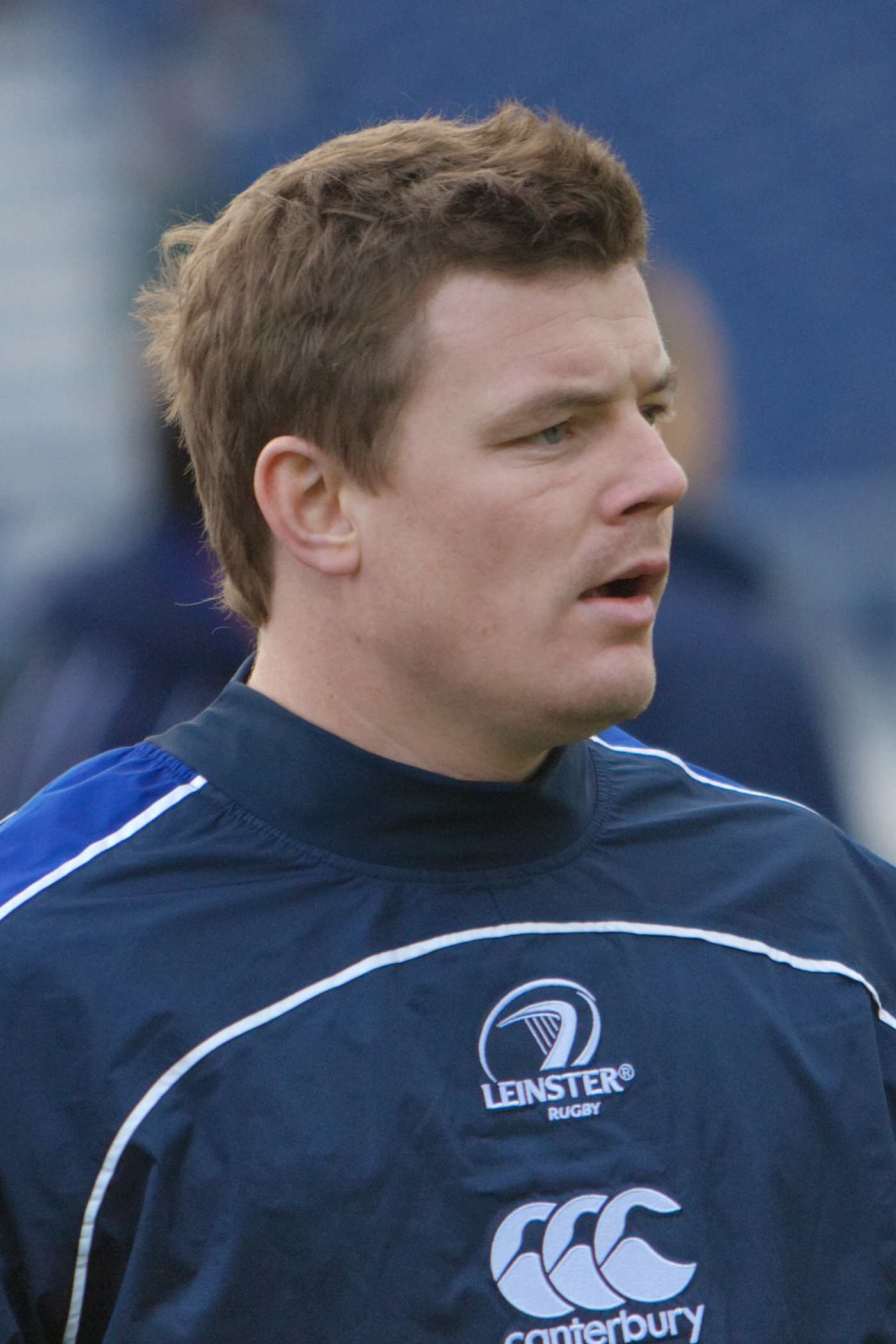
Brian O'Driscoll avec le Leinster, champion d'Europe en 2009, 2011 et 2012

L'édition 2009-2010 voit un changement concernant les deuxièmes de poule. S'inspirant de la Ligue des champions de l'UEFA de football (où depuis l'édition 1999-2000 des équipes éliminées de la compétition principale sont reversées dans la deuxième compétition, la Ligue Europa), les trois meilleures deuxièmes, non qualifiées pour les quarts de finale, sont reversées en Challenge européen. La compétition est dominée par les clubs français qui pour la troisième fois sont représentés par deux clubs en finale : le Biarritz olympique et le Stade toulousain. Ils ont tous deux battu à domicile une province irlandaise en demi-finale (respectivement le Munster et le Leinster). Les Toulousains (vainqueurs des deux autres finales franco-françaises) battent les Biarrots 21 à 19 au Stade de France, gagnant ainsi leur quatrième Coupe d'Europe. Durant cette édition 2009-2010, la Belgique aurait pu devenir le dixième pays à accueillir un match de Coupe d'Europe, mais la rencontre entre le Stade français et l'Ulster n'a pu se jouer au stade Roi Baudouin de Bruxelles à cause du gel. Ce match se disputera le lendemain dans l'antre habituelle du Stade français (le Stade Jean-Bouin). En 2010-2011, la finale oppose le Leinster vainqueur deux ans auparavant et les Northampton Saints. Les Irlandais qui ont éliminé deux anciens vainqueurs de la compétition lors de la phase finale (Leicester puis Toulouse) battent les Saints 33 à 22 en finale après avoir été menés (6-22) à la mi-temps, grâce notamment à Jonathan Sexton auteur de 28 points en finale. Les Saints manquent l'occasion de devenir la première équipe invaincue durant toute la saison depuis que la formule de poule en matchs aller-retour a été adoptée lors de la saison 1997-1998,.

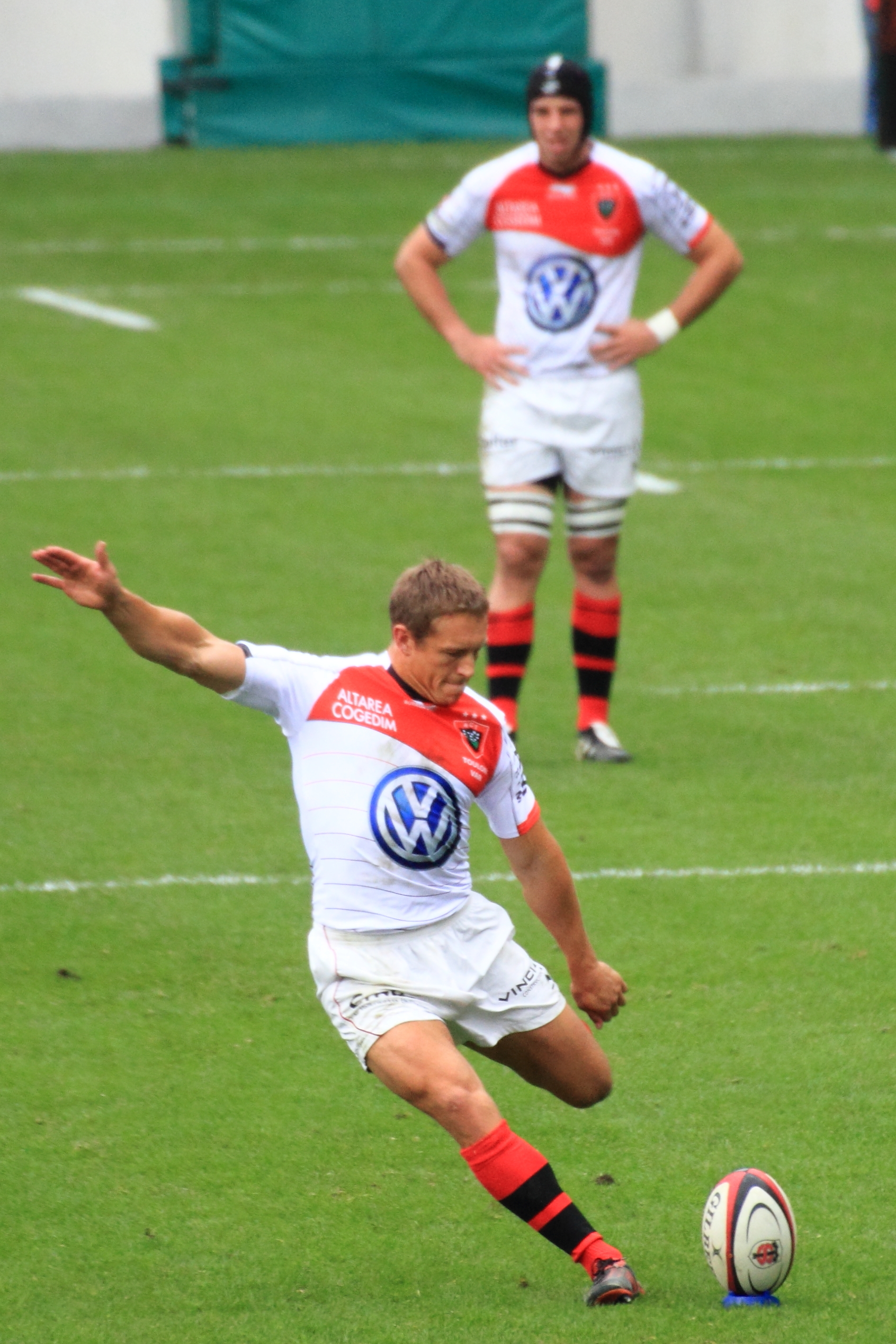
Jonny Wilkinson avec le Rugby club toulonnais, champion en 2013 et 2014 et meilleur joueur 2014

Dans l'édition 2011-2012, les clubs irlandais placent trois équipes en quart de finale, dont les deux équipes qui ont le meilleur bilan (le Munster et le Leinster). Les Saracens (qui seront éliminés en quart de finale) essayent d'organiser un match de poule dans la ville du Cap en Afrique du Sud. En effet, treize joueurs, le directeur technique et le propriétaire du club sont des Sud-Africains. L'ERC donne son accord, mais le projet capote. Parmi les matchs marquants de cette édition, l'opposition entre Édimbourg et le Racing Métro 92 s'achève sur le score fleuve de 48 à 47 pour les Écossais, ainsi que le match entre le Montpellier Hérault Rugby au Leinster qui se termine sur un score de parité (16-16). Ce match est le seul que le Leinster ne gagne pas, puisque les Irlandais enchaînent cinq victoires en matchs de poule puis trois lors de la phase finale, pour conserver leur titre de champion d'Europe, disposant 42 à 14 en finale de l'Ulster (qui avait gagné sur la pelouse du Munster en quart de finale). Lors de cette finale, plusieurs records sont battus : meilleure affluence (81 774 spectateurs), plus grand nombre de points (42) et d'essais marqués par un même équipe (5), ainsi que le plus grand écart entre les deux finalistes (28 points).

#### Domination toulonnaise: 2013-2015
La Coupe d'Europe 2012-2013 voit pour la quatrième fois depuis 2003, deux clubs français s'affronter en finale : le RC Toulon l'emporte 16 à 15 face à l'ASM Clermont Auvergne le 18 mai 2013 à l'Aviva Stadium de Dublin. Le demi d'ouverture anglais Jonny Wilkinson est le grand artisan de la victoire de son équipe, puisqu'il marque tous les points (21) en quarts de finale contre Leicester, et en demi-finale devant les Saracens (24), avant de réussir trois pénalités et de transformer l'essai victorieux de Delon Armitage pour totaliser onze des seize points qui permettent au club varois de remporter le trophée pour la première fois. Durant cette édition, la Belgique devient le dixième pays à accueillir un match de Coupe d'Europe, celui opposant le Racing Métro 92 aux Saracens et qui se solda par une victoire de 30 à 13 des Anglais.
Dans la Coupe d'Europe 2013-2014, les clubs irlandais et français placent trois équipes en quart de finale. Lors des demi-finales, les Saracens gagnent facilement contre l'ASM Clermont Auvergne à Twickenham (46-6). En finale, le RC Toulon, champion en titre, affronte les Saracens au Millennium Stadium de Cardiff. Toulon gagne son deuxième titre consécutif, emmené par son capitaine et buteur Jonny Wilkinson, qui joue son dernier match au niveau européen avant de prendre sa retraite et qui marque deux transformations, deux pénalités et un drop.
Dans la Coupe d'Europe 2014-2015, le RC Toulon s'impose en finale devant l'ASM Clermont Auvergne à Twickenham (24-18) et remporte ainsi son troisième titre consécutif. Le RC Toulon est le seul club jusqu’à présent, à avoir remporté le trophée trois fois de suite. 

### 2014-2020: format à vingt équipes
En 2014, le rugby européen des clubs est réformé à la suite d'un désaccord entre, d'une part les clubs anglais et français, et d'autre part les fédérations anglaise, irlandaise, galloise, écossaise et italienne. Les clubs anglais et français, par le biais de leurs ligues (la Premier Rugby Limited et la Ligue nationale de rugby), menacent de créer une nouvelle Coupe d'Europe indépendante. Un accord est finalement trouvé et l'association organisatrice, l'European Rugby Cup (ERC), est alors remplacée par l'European Professional Club Rugby (EPCR). Sportivement, le principal changement est le passage d'un format de vingt-quatre à vingt sélections réparties en cinq poules de quatre. Les premières de chaque poule sont qualifiées pour la phase finale, ainsi que les trois meilleures deuxièmes. Cela implique une qualification plus compliquée pour les équipes du Pro12 qui n'auront plus que sept représentants automatiques, contre les dix auparavant.
Lors de la première édition 2014-2015 sous ce nouveau format, les clubs français et anglais placent sept équipes sur huit en quart de finale, laissant la dernière au Leinster. Toulon remporte finalement son troisième titre consécutif, une première dans la compétition. La finale entre clubs français met en scène les Toulonnais face à l'ASM Clermont Auvergne au stade de Twickenham, soit la même affiche que lors de la saison 2012-2013. C'est la première fois que l'affiche de la finale n'est pas inédite. Finalement, comme deux ans auparavant, Toulon remporte le match, grâce notamment à un essai de son ailier australien Drew Mitchell à la 70e minute de jeu.

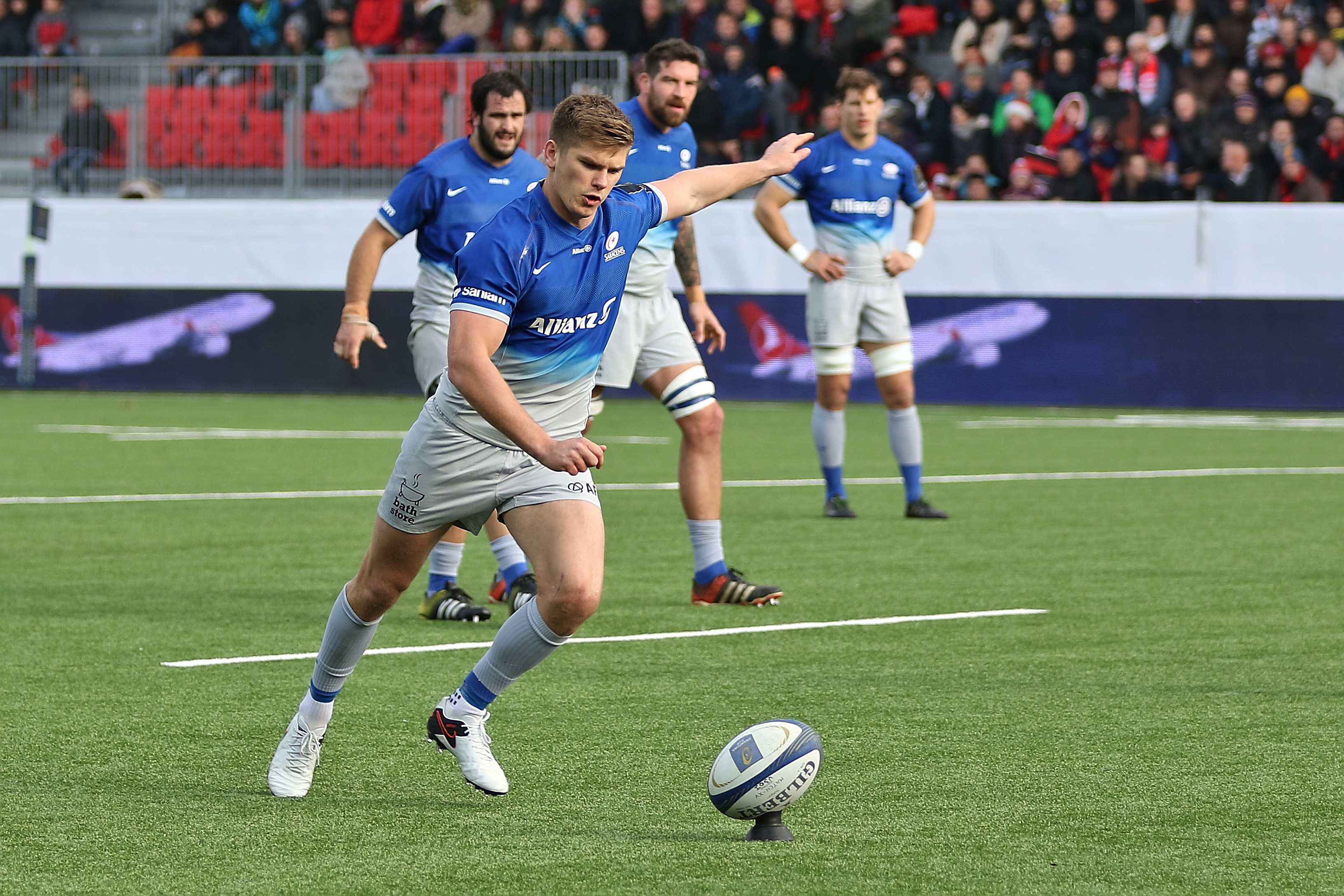
Owen Farrell, joueur des Saracens : vainqueur en 2016, 2017 et 2019.

Lors de la saison 2015-2016, la tendance de la domination franco-anglaise se confirme puisque cinq clubs anglais et trois clubs français participent aux quarts de finale. Le Racing 92 met fin à l'invincibilité du Rugby club toulonnais en phase finale depuis 2013 en remportant leur confrontation en quart de finale au stade Yves-du-Manoir de Colombes (19-16). La finale se dispute dans le nouveau Parc Olympique lyonnais de Lyon entre les Saracens et le Racing 92, deux clubs jamais sacrés champions d'Europe. Tous les points de la finale sont inscrits grâce à des pénalités, sept pour l'ouvreur anglais Owen Farrell (pour sept pénalités tentées) et trois pour le centre Sud-africain du Racing, Johan Goosen. La rencontre est dominée de bout en bout par les Saracens qui l'emportent 21 à 9.
La Coupe d'Europe 2016-2017 voit le retour en phases finales des clubs du Pro12 qui parviennent à placer trois équipes en quart de finale : les Irlandais du Munster et du Leinster et les Écossais des Glasgow Warriors. Les deux clubs Irlandais parviennent à remporter leurs quart de finale, respectivement contre le Stade toulousain et contre les Wasps et se font éliminer en demi-finale, respectivement par les Saracens et l'ASM Clermont qui se retrouvent en finale à Murrayfield (Édimbourg). Les Sarries parviennent à conserver leur titre en remportant le match sur le score de 28 à 17.
La saison suivante, le champion en titre est battu en quart de finale lors d'un déplacement à Dublin, face au Leinster. Le Leinster qui, au terme d'une demi-finale maitrisée face aux Gallois des Scarlets, retrouvent en finale le Racing 92 qui dispute sa seconde finale européenne. Vainqueur de Clermont à l'extérieur puis du Munster lors d'un match à Bordeaux, le Racing 92 s'incline en finale sur le score de 15 à 12. Au terme d'une finale sans essai, les Racingmen, menant 12-9 à la suite d'une pénalité passée à la 71e minute, encaissent deux pénalités de Isa Nacewa, scellant le sort de la rencontre. Pour la première fois depuis la création de la compétition, la finale se dispute en dehors d'un pays participant à la compétition. En effet, le stade San Mamés de Bilbao (Espagne) accueille la finale.
Un accord de quatre ans avec Heineken en tant que sponsor titre de la compétition est instauré à compter de la saison 2018-2019.

### Depuis 2020: format à 24 équipes et domination française
Le 2 septembre 2020, l'European Professional Club Rugby annonce un changement de format des compétitions européennes pour la saison 2020-2021, en raison des perturbations engendrées par la pandémie de Covid-19. La Coupe d'Europe 2020-2021 revient à une formule avec 24 équipes. Les huit premiers de chaque championnat (Premiership, Top 14 et Pro14) sont qualifiés.
Les 24 clubs sont répartis en deux poules de 12 et la compétition se déroule sur 8 week-ends : quatre journées de poules et une phase éliminatoire avec des quarts de finale aller-retour, des demi-finales et la finale. Les clubs issus d'un même championnat ne peuvent pas s'affronter au cours de la phase de poule. Ce format est néanmoins perturbé par la pandémie de Covid-19, ne permettant pas à de nombreux matchs d'être jouées. Les 3e et 4e journées de la phase de poules sont annulées, et la phase à élimination directe ne se déroule finalement qu'en un seul match à élimination directe.
Au cours de cette édition, la France place trois équipes en demi finales. La province du Leinster complète ce dernier carré. Finalement le Stade toulousain, arrache son cinquième titre après avoir vaincu l'Union Bordeaux Bègles en demi finale puis le Stade rochelais en finale sur le score de 22-17.
L'édition 2021-2022, comme la précédente, se solde sur un dernier carré composé de trois clubs français et du Leinster. Les Irlandais favoris, décrochent une impressionnante victoire contre le champion en titre toulousain (40-17), tandis que le Stade rochelais se qualifie pour la deuxième finale de son histoire en venant à bout du Racing 92 (13-20). La finale se conclut finalement par une victoire de La Rochelle 24-21, qui obtient son tout premier titre européen. C'est également le 4e club français à remporter la coupe d'Europe après Toulouse, Brive et Toulon.
À partir de l’édition 2022-2023 les équipes sud-africaines jouant en United Rugby Championship sont susceptibles de participer à la compétition, ainsi qu'à la Challenge Cup. Trois y parviennent: les Bulls, les Stormers et les Sharks. Leurs résultats sont très honorables puisque la première atteint les huitièmes de finale tandis que les deux autres atteignent les quarts de finale. De plus, la compétition doit abandonner le nom Coupe d'Europe pour celui de Champions Cup. Cette édition est en partie une redite de la précédente, puisque le Leinster écarte le Stade toulousain en demi-finale après une large victoire avant de perdre en finale contre le Stade rochelais. Ce dernier réalise le doublé après une finale haletante, gagnée d'un point d'écart alors même que les irlandais jouent à domicile, à l'Aviva Stadium. La Rochelle est la cinquième équipe à faire un doublé, après les Leicester Tigers, le Leinster, le RC Toulon, et les Saracens.
Un nouveau contrat de sponsor titre entre en vigueur pour la saison 2023-2024 pour cinq saisons, avec le groupe anglo-sud-africain bancaire et de gestion de patrimoine international Investec. Lors de cette édition, le format est repensé dans l'objectif d'avoir le plus grand nombre de rencontres variées entre clubs de différentes ligues. Les vingt-quatre équipes sont divisés en quatre poule de six. Chaque poule est composé de deux clubs de chaque ligue: deux de Top 14, deux de Premiership et deux d'URC, et il n'y a pas de matchs de poule entre deux clubs d'une même ligue. Ainsi chaque équipe en rencontre quatre autres, une seule fois, à domicile ou à l'extérieur.

## Identité visuelle
En 2002, pour des raisons marketing, la coupe d'Europe est appelé H Cup en raison de son sponsoring par le brasseur Heineken. Puis l'ERC est dissoute et devient l'EPCR, à l'origine d'un changement de logo.

Évolution du logo
Logo de 2002 à 2013.
Logo de 2013 à 2014.
Logo de 2014 à 2018.
Logo de 2018 à 2023.
Logo instauré en 2023.

## Palmarès

### Le trophée
Le trophée remis au vainqueur depuis 1997 est un calice en argent massif à deux anses reposant sur un socle en marbre. L'avant du trophée figure une carte de l'Europe gravée à l'or inscrite dans un ovale en relief figurant un ballon de rugby. L'Europe est également représentée par douze étoiles sur la bague ornant le couvercle du trophée. Il mesure 70 cm du socle au couvercle. Ce trophée a été remis pour la première fois au CA Brive le 25 janvier 1997.
Le trophée initial de la compétition représente des poteaux de rugby auxquels sont adossés un demi-ballon de rugby et un "H" majuscule et en haut desquels figure une étoile dorée. L'ensemble repose sur un socle en bois en forme d'étoile à cinq branches. En argent massif, ce trophée mesurait 70 cm de haut et pesait 7 kg. Il a été présenté pour la première fois le 7 janvier 1996 à Émile Ntamack, capitaine du Stade toulousain, équipe victorieuse de la première finale de la compétition.

### Historique des finales depuis 1996
Une première tentative, la Coupe d'Europe des clubs champions FIRA, avait été initiée par la FIRA-AER entre 1961 et 1967. Elle n'a cependant connu que trois éditions qui ont vu les victoires du club français de l'AS Béziers, puis des clubs roumains Grivita Rosie Bucarest et Dinamo Bucarest.
| Édition | Date            | Vainqueur             | Score      | Finaliste          | Lieu                               | Affluence |
| ------- | --------------- | --------------------- | ---------- | ------------------ | ---------------------------------- | --------- |
| 1re     | 7 janvier 1996  | Stade toulousain      | 21 – 18 ap | Cardiff RFC        | Arms Park, Cardiff                 | 21 800    |
| 2e      | 25 janvier 1997 | CA Brive              | 28 – 9     | Leicester Tigers   | Arms Park, Cardiff                 | 41 664    |
| 3e      | 31 janvier 1998 | Bath Rugby            | 19 – 18    | CA Brive           | Parc Lescure, Bordeaux             | 36 500    |
| 4e      | 30 janvier 1999 | Ulster                | 21 – 6     | US Colomiers       | Lansdowne Road, Dublin             | 49 000    |
| 5e      | 27 mai 2000     | Northampton Saints    | 9 – 8      | Munster            | Twickenham, Londres                | 68 441    |
| 6e      | 19 mai 2001     | Leicester Tigers      | 34 – 30    | Stade français     | Parc des Princes, Paris            | 44 000    |
| 7e      | 25 mai 2002     | Leicester Tigers (2)  | 15 – 9     | Munster            | Millennium Stadium, Cardiff        | 74 600    |
| 8e      | 24 mai 2003     | Stade toulousain (2)  | 22 – 17    | USA Perpignan      | Lansdowne Road, Dublin             | 28 600    |
| 9e      | 23 mai 2004     | London Wasps          | 27 – 20    | Stade toulousain   | Twickenham, Londres                | 73 057    |
| 10e     | 22 mai 2005     | Stade toulousain (3)  | 18 – 12 ap | Stade français     | Murrayfield Stadium, Édimbourg     | 51 326    |
| 11e     | 20 mai 2006     | Munster               | 23 – 19    | Biarritz olympique | Millennium Stadium, Cardiff        | 74 534    |
| 12e     | 21 mai 2007     | London Wasps (2)      | 25 – 9     | Leicester Tigers   | Twickenham, Londres                | 81 076    |
| 13e     | 24 mai 2008     | Munster (2)           | 16 – 13    | Stade toulousain   | Millennium Stadium, Cardiff        | 75 650    |
| 14e     | 23 mai 2009     | Leinster              | 19 – 16    | Leicester Tigers   | Murrayfield Stadium, Édimbourg     | 66 523    |
| 15e     | 22 mai 2010     | Stade toulousain (4)  | 21 – 19    | Biarritz olympique | Stade de France, Saint-Denis       | 78 962    |
| 16e     | 21 mai 2011     | Leinster (2)          | 33 – 22    | Northampton Saints | Millennium Stadium, Cardiff        | 72 456    |
| 17e     | 19 mai 2012     | Leinster (3)          | 42 – 14    | Ulster             | Twickenham, Londres                | 81 774    |
| 18e     | 18 mai 2013     | RC Toulon             | 16 – 15    | ASM Clermont       | Aviva Stadium, Dublin              | 50 148    |
| 19e     | 24 mai 2014     | RC Toulon (2)         | 23 – 6     | Saracens           | Millennium Stadium, Cardiff        | 67 578    |
| 20e     | 2 mai 2015      | RC Toulon (3)         | 24 – 18    | ASM Clermont       | Twickenham, Londres                | 56 662    |
| 21e     | 14 mai 2016     | Saracens              | 21 – 9     | Racing 92          | Parc Olympique lyonnais, Lyon      | 58 017    |
| 22e     | 13 mai 2017     | Saracens (2)          | 28 – 17    | ASM Clermont       | Murrayfield Stadium, Édimbourg     | 55 272    |
| 23e     | 12 mai 2018     | Leinster (4)          | 15 – 12    | Racing 92          | Stade San Mamés, Bilbao            | 52 282    |
| 24e     | 11 mai 2019     | Saracens (3)          | 20 – 10    | Leinster           | St James' Park, Newcastle          | 52 405    |
| 25e     | 17 octobre 2020 | Exeter Chiefs         | 31 – 27    | Racing 92          | Ashton Gate Stadium, Bristol       | Huis-clos |
| 26e     | 22 mai 2021     | Stade toulousain (5)  | 22 – 17    | Stade rochelais    | Twickenham, Londres                | 10 000    |
| 27e     | 28 mai 2022     | Stade rochelais       | 24 – 21    | Leinster           | Stade Vélodrome, Marseille         | 59 682    |
| 28e     | 20 mai 2023     | Stade rochelais (2)   | 27 – 26    | Leinster           | Aviva Stadium, Dublin              | 51 700    |
| 29e     | 25 mai 2024     | Stade toulousain (6)  | 31 – 22 ap | Leinster           | Tottenham Hotspur Stadium, Londres | 61 531    |
| 30e     | 24 mai 2025     | Union Bordeaux Bègles | 28 – 20    | Northampton Saints | Millennium Stadium, Cardiff        | 70 225    |

## Format

### Qualification

#### De 1997 à 2014
Vingt-quatre équipes sont sélectionnées parmi les meilleures équipes de chaque pays participant au Tournoi des Six Nations comme suit :
- Angleterre : six équipes sélectionnées en fonction des performances en Championnat d'Angleterre (ou Premiership) et en Coupe anglo-galloise[66]
- France : six équipes (sélectionnées en fonction des performances en Top 14)[66]
- Irlande : trois équipes (sélectionnées en fonction des performances en Pro 12)[66]
- Pays de Galles : trois équipes (sélectionnées en fonction des performances en Pro 12 et en Coupe anglo-galloise)[66]
- Écosse : les deux équipes jouant en Pro 12[66]
- Italie : les deux équipes jouant en Pro 12[66]
- Les deux dernières places qualificatives sont attribuées aux nations des vainqueurs de la Coupe d'Europe et du Challenge européen de la saison précédente. À noter que l'Angleterre et la France ne peuvent pas avoir plus de sept représentants chacun. Dans le respect de cette règle, si l'un de ces deux pays gagne les deux Coupes d'Europe, la seconde place supplémentaire pour la Coupe d'Europe est attribuée au club d'une autre fédération qui a le meilleur classement européen tout en n'étant pas déjà qualifié par les biais ordinaires[66].

#### De 2014 à 2020
Vingt équipes sont sélectionnées parmi les meilleures équipes de chaque pays participant au Tournoi des Six Nations comme suit :
- les six premières équipes du championnat d'Angleterre (Premiership)[67]
- les six premières équipes du championnat de France (Top 14)[67]
- les sept premières équipes du Pro 12, dont au moins une équipe de chacun des quatre pays participant au Pro 12[67].

La vingtième équipe est le vainqueur d’un play-off entre le septième du Top 14, le septième de Premiership et des huitième et neuvième du Pro 12 (ou les deux clubs les mieux classés du Pro 12 qui ne sont pas déjà qualifiés). À partir de 2015, si le vainqueur du Challenge européen n’est pas déjà qualifié par ses résultats dans son championnat domestique, il participera au play‐off en prenant une place réservée à sa ligue. Le play-off se déroule sur deux tours :
- Premier tour : le septième du Top 14 contre le huitième ou le neuvième du Pro 12 et le septième du Premiership contre le neuvième ou le huitième du Pro 12. Les matchs ont lieu sur les terrains des clubs de Top 14 et de Premiership
- Second tour : il oppose les deux vainqueurs du premier tour. Le lieu du match est fixé par tirage au sort[67]

Pour la première saison : la vingtième équipe est le vainqueur d’un play-off entre le septième du Top 14 et le septième du Premiership. Ce play-off se déroule en mai 2014 par un match aller-retour opposant les London Wasps et le Stade français Paris avec victoire des premiers.

### Phase de poules

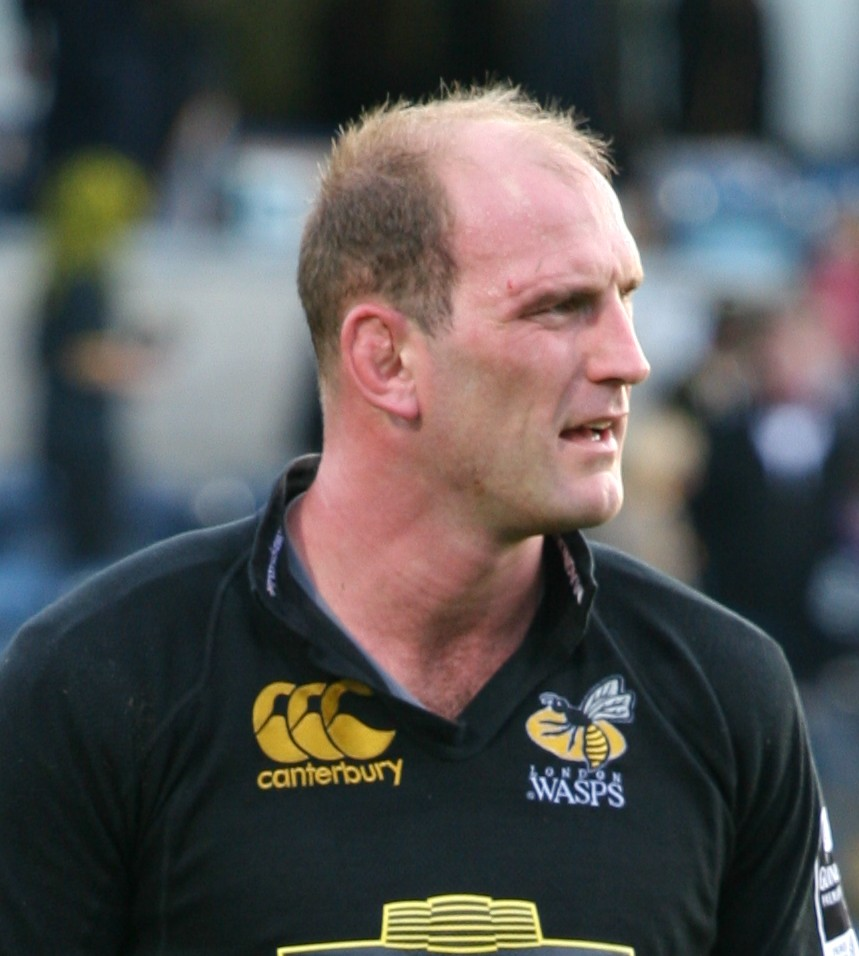
Lawrence Dallaglio champion avec les London Wasps.

#### Jusqu'en 2014
Les 24 équipes qualifiées sont réparties en quatre chapeaux de six équipes. Ces chapeaux sont constitués selon le classement européen de l'ERC qui donne des points aux équipes selon les résultats en Coupes d'Europe des quatre dernières années. L'équipe tenante du titre et les cinq meilleures équipes sur la période de quatre ans écoulée forment le premier chapeau. Ainsi, ces équipes ne peuvent s'affronter en phase de poules. Les autres sont réparties dans les différents niveaux par ordre décroissant de points. On tire ainsi une équipe dans chaque niveau pour constituer les six poules de quatre équipes. Il n'y a pas deux équipes d'un même pays dans une même poule sauf dans le cas de la France et/ou de l'Angleterre qui peuvent avoir sept qualifiés. Dans ce cas, une poule contient deux clubs d'un même pays. Chacune joue deux fois contre ses adversaires de poule (à domicile et à l'extérieur) ce qui fait un total de douze matchs par poule. On effectue un classement sur la base suivante : 4 points pour une victoire, 2 points pour un match nul et aucun en cas de défaite. En outre, deux types de points de bonus peuvent être obtenus :
- bonus offensif : un point si l'équipe marque quatre essais ou plus;
- bonus défensif : un point si l'équipe perd avec un écart maximal de sept points.

Il est possible de cumuler ces deux bonus : c'est le cas d'une équipe qui perd par moins de huit points en marquant au moins quatre essais.
Les six équipes classées premières ainsi que les deux meilleures deuxièmes sont qualifiées pour les quarts de finale. Les équipes à égalité de points d'une même poule sont départagées par les résultats de leur affrontement direct sur deux matchs (d'abord au nombre de points gagnés, puis au nombre d'essais marqués et enfin à la meilleure différence de points). Si les équipes appartiennent à des poules différentes, on considère l'ensemble de leurs matchs de poule (d'abord au nombre d'essais marqués, puis à la différence de points, au nombre de joueurs suspendus et en dernier recours par tirage au sort). Les six premières de poule sont ainsi classées de 1 à 6 et les deux meilleures deuxièmes sont classées 7 et 8. De 2009 à 2014, les troisième, quatrième et cinquième meilleures deuxièmes des poules sont reversées en quarts de finale du Challenge européen.
Cette façon très carrée de définir les quarts amène à une singularité : depuis l'instauration du nouveau décompte de points (donc sur huit compétitions), un quart de finale a opposé cinq fois le premier et le deuxième d'une même poule pour une "belle".
Le recours aux meilleures deuxièmes est également doublement critiqué. En effet, d'une part, les poules sont parfois déséquilibrées et les équipes ne peuvent être départagées entre elles qu'au nombre d'essais marqués. L'introduction de têtes de série et des points de bonus constituent des réponses partielles à ce problème. D'autre part, les matchs de la dernière journée ne sont pas tous programmés le même jour. Du coup, les équipes jouant le dimanche savent parfois à l'avance le score qu'elles doivent réaliser pour se qualifier, ce qui leur donne un avantage sur les autres équipes.

#### De 2014 à 2020
Les vingt équipes qualifiées sont réparties en cinq chapeaux de quatre équipes. Ceux-ci sont constitués selon le classement dans leur championnat domestique. Les trois champions des championnats anglais, français et italo-celtique sont dans le chapeau 1 et un tirage au sort est effectué en amont du tirage au sort des poules pour choisir deux des trois clubs s'étant classés deuxièmes pour compléter ce chapeau 1. Ainsi, ces équipes ne peuvent s'affronter en phase de poules. Les autres équipes sont réparties dans les trois autres chapeaux. On tire une équipe dans chaque niveau pour constituer les cinq poules de quatre équipes. Chacune des cinq poules contiendra au moins un club de chacun des trois championnats. Chacune des cinq poules contiendra un club de chacun des quatre chapeaux. Aucune poule ne regroupera deux clubs de Pro12 d'un même pays. Les clubs d'un même championnat seront tenus à l'écart les uns des autres jusqu'au tirage au sort des clubs du chapeau 4. Chacun joue deux fois contre ses adversaires de poule (à domicile et à l'extérieur) ce qui fait un total de douze matchs par poule. On effectue un classement selon le barème suivant : 4 points pour une victoire, 2 points pour un match nul et rien en cas de défaite. En outre, des points de bonus peuvent être obtenus :
- bonus offensif : un point si l'équipe marque quatre essais ou plus;
- bonus défensif : un point si l'équipe perd avec un écart maximal de sept points.

Une équipe qui perd par moins de huit points en marquant au moins quatre essais remporte donc deux points de bonus.
Les cinq équipes classées premières ainsi que les trois meilleures deuxièmes sont qualifiées pour les quarts de finale. Les équipes à égalité de points d'une même poule sont départagées par les résultats de leur affrontement direct sur deux matchs (d'abord au nombre de points gagnés, puis au nombre d'essais marqués et enfin à la meilleure différence de points). Si les équipes appartiennent à des poules différentes, on considère l'ensemble de leurs matchs de poule (d'abord à la différence de points, puis au nombre d'essais marqués, au nombre de joueurs suspendus et en dernier recours par tirage au sort). Les cinq premiers de poule sont ainsi classés de 1 à 5 et les trois meilleurs deuxièmes sont classés de 6 à 8.

### Phase finale
Les équipes classées de 1 à 4 ont l’avantage de jouer à domicile pour les quarts de finale qui se présentent comme suit :
- équipe 1 vs équipe 8 ;
- équipe 2 vs équipe 7 ;
- équipe 3 vs équipe 6
- équipe 4 vs équipe 5.

Les quarts de finale sont organisés chez les équipes classées de 1 à 4 sur leur terrain habituel ou parfois délocalisés dans un plus grand stade situé dans une ville proche. Les demi-finales sont tirées au sort sans restriction particulière dans des stades ayant une capacité minimale de 20 000 places. Ainsi, (par exemple) les équipes classées 1 et 2 lors de la première phase peuvent s'affronter sur le terrain de l'équipe numéro 2. La finale a lieu dans un stade déterminé à l'avance. Les trois tours de phase finale se disputent sur un seul match. En cas de match nul à l'issue du temps réglementaire, une prolongation de deux fois dix minutes est alors jouée. Si les deux équipes restent à égalité, le nombre d'essais marqués durant le match sert de critère de départage. Si l'égalité persiste, une séance de tirs au but a alors lieu.

## Bilan
Mis à jour et vérifié à l'issue de la saison 2024-2025.

### Par club, province ou franchise
En 29 éditions, quatorze clubs ont été titrés, représentant trois nations (France, Irlande et Angleterre). Le Stade toulousain a remporté six titres, la province du Leinster quatre titres, le Rugby club toulonnais et les Saracens trois titres. Le Rugby club toulonnais a accompli un triplé, le Leinster, Leicester, les Saracens et le Stade Rochelais ont réussi le doublé. Sept clubs ont été finalistes sans jamais devenir champion, notamment six clubs français dont l'ASM Clermont et le Racing 92 ayant chacun perdu trois finales.
| Rang | Club                  | Vainqueur | Finaliste | Finales disputées | Demi-finaliste | Demi-finales disputées | Quart de finaliste | Quarts de finale disputés | Titres                             | Finales perdues        |
| ---- | --------------------- | --------- | --------- | ----------------- | -------------- | ---------------------- | ------------------ | ------------------------- | ---------------------------------- | ---------------------- |
| 1    | Stade toulousain      | 6         | 2         | 8                 | 10             | 18                     | 6                  | 22                        | 1996, 2003, 2005, 2010, 2021, 2024 | 2004, 2008             |
| 2    | Leinster              | 4         | 4         | 8                 | 9              | 17                     | 6                  | 21                        | 2009, 2011, 2012, 2018             | 2019, 2022, 2023, 2024 |
| 3    | Saracens              | 3         | 1         | 4                 | 4              | 8                      | 3                  | 11                        | 2016, 2017, 2019                   | 2014                   |
| 4    | RC Toulon             | 3         | 0         | 3                 | 0              | 3                      | 5                  | 8                         | 2013, 2014, 2015                   | —                      |
| 5    | Leicester Tigers      | 2         | 3         | 5                 | 2              | 7                      | 7                  | 14                        | 2001, 2002                         | 1997, 2007,2009        |
| 6    | Munster               | 2         | 2         | 4                 | 10             | 14                     | 6                  | 20                        | 2006, 2008                         | 2000, 2002             |
| 7    | Stade rochelais       | 2         | 1         | 3                 | 0              | 3                      | 2                  | 5                         | 2022, 2023                         | 2021                   |
| 8    | Wasps                 | 2         | 0         | 2                 | 1              | 3                      | 4                  | 7                         | 2004, 2007                         | —                      |
| 9    | Northampton Saints    | 1         | 2         | 3                 | 2              | 5                      | 6                  | 11                        | 2000                               | 2011, 2025             |
| 10   | Ulster                | 1         | 1         | 2                 | 0              | 2                      | 5                  | 7                         | 1999                               | 2012                   |
| 11   | CA Brive              | 1         | 1         | 2                 | 0              | 2                      | 0                  | 2                         | 1997                               | 1998                   |
| 12   | Bath Rugby            | 1         | 0         | 1                 | 1              | 2                      | 4                  | 6                         | 1998                               | —                      |
| 13   | Exeter Chiefs         | 1         | 0         | 1                 | 1              | 2                      | 3                  | 5                         | 2020                               | —                      |
| 14   | Union Bordeaux Bègles | 1         | 0         | 1                 | 1              | 2                      | 1                  | 3                         | 2025                               | —                      |
| 15   | ASM Clermont Auvergne | 0         | 3         | 3                 | 2              | 5                      | 6                  | 11                        | —                                  | 2013, 2015, 2017       |
| 16   | Racing 92             | 0         | 3         | 3                 | 1              | 4                      | 3                  | 7                         | —                                  | 2016, 2018, 2020       |
| 17   | Biarritz olympique    | 0         | 2         | 2                 | 2              | 4                      | 4                  | 8                         | —                                  | 2006, 2010             |
| 18   | Stade français Paris  | 0         | 2         | 2                 | 1              | 3                      | 6                  | 9                         | —                                  | 2001, 2005             |
| 19   | Cardiff Rugby         | 0         | 1         | 1                 | 2              | 3                      | 6                  | 8                         | —                                  | 1996                   |
| 20   | USA Perpignan         | 0         | 1         | 1                 | 2              | 3                      | 2                  | 5                         | —                                  | 2003                   |
| 21   | US Colomiers          | 0         | 1         | 1                 | 0              | 1                      | 0                  | 1                         | —                                  | 1999                   |
| 22   | Scarlets              | 0         | 0         | 0                 | 4              | 4                      | 4                  | 8                         | —                                  | —                      |
| 23   | Harlequins            | 0         | 0         | 0                 | 1              | 1                      | 4                  | 5                         | —                                  | —                      |
| 24   | Ospreys               | 0         | 0         | 0                 | 1              | 1                      | 4                  | 4                         | —                                  | —                      |
| 25   | Édimbourg Rugby       | 0         | 0         | 0                 | 1              | 1                      | 2                  | 3                         | —                                  | —                      |
| 25   | Gloucester Rugby      | 0         | 0         | 0                 | 1              | 1                      | 2                  | 3                         | —                                  | —                      |
| 27   | Castres olympique     | 0         | 0         | 0                 | 1              | 1                      | 1                  | 2                         | —                                  | —                      |
| 27   | Section paloise       | 0         | 0         | 0                 | 1              | 1                      | 1                  | 2                         | —                                  | —                      |
| 29   | London Irish          | 0         | 0         | 0                 | 1              | 1                      | 0                  | 1                         | —                                  | —                      |
| 30   | Glasgow Warriors      | 0         | 0         | 0                 | 0              | 0                      | 3                  | 3                         | —                                  | —                      |
| 30   | Sale Sharks           | 0         | 0         | 0                 | 0              | 0                      | 3                  | 3                         | —                                  | —                      |
| 32   | Montpellier HR        | 0         | 0         | 0                 | 0              | 0                      | 2                  | 2                         | —                                  | —                      |
| 33   | Bulls                 | 0         | 0         | 0                 | 0              | 0                      | 1                  | 1                         | —                                  |                        |
| 33   | US Dax                | 0         | 0         | 0                 | 0              | 0                      | 1                  | 1                         | —                                  | —                      |
| 33   | Newcastle Falcons     | 0         | 0         | 0                 | 0              | 0                      | 1                  | 1                         | —                                  | —                      |
| 33   | Sharks                | 0         | 0         | 0                 | 0              | 0                      | 1                  | 1                         | —                                  | —                      |
| 33   | Stormers              | 0         | 0         | 0                 | 0              | 0                      | 1                  | 1                         | —                                  | —                      |

### Par nation
| Rang | Nation         | Participations | Victoires | % de victoires | Finales perdues | Éliminations en demi-finale | Éliminations en quart de finale | Éliminations en huitième de finale | Participations phases finales |
| ---- | -------------- | -------------- | --------- | -------------- | --------------- | --------------------------- | ------------------------------- | ---------------------------------- | ----------------------------- |
| 1    | France         | 183            | 13        | 7,1 %          | 16              | 20                          | 40                              | 10                                 | 99                            |
| 2    | Angleterre     | 179            | 10        | 5,59 %         | 6               | 14                          | 37                              | 15                                 | 82                            |
| 3    | Irlande        | 97             | 7         | 7,22 %         | 7               | 18                          | 17                              | 7                                  | 56                            |
| 4    | Pays de Galles | 90             | 0         | 0 %            | 1               | 7                           | 14                              | 2                                  | 24                            |
| 5    | Écosse         | 50             | 0         | 0 %            | 0               | 1                           | 5                               | 2                                  | 8                             |
| 6    | Afrique du Sud | 8              | 0         | 0 %            | 0               | 0                           | 3                               | 2                                  | 5                             |
| 7    | Italie         | 45             | 0         | 0 %            | 0               | 0                           | 0                               | 1                                  | 1                             |
| (8)  | Roumanie       | 1              | 0         | 0 %            | 0               | 0                           | 0                               | 0                                  | 0                             |

Mis à jour après l'édition 2024-2025.
La Roumanie a participé à la première édition de la compétition avec le club du RCJ Farul Constanța, mais avec le système de qualification actuel (2014)[Depuis quand ?] aucune équipe roumaine n'est qualifiée directement : il faudrait remporter le Challenge européen pour avoir une chance d'y participer.
Prémices à cette véritable Coupe d'Europe, la FIRA avait déjà organisé dans les années 1960 une mini-coupe d'Europe — mais sans la participation des nations britanniques — durant quatre années consécutives et avec la participation des clubs français suivants : l'AS Béziers en 1962, le FC Grenoble en 1963, le Stade montois en 1964 et le SU Agen en 1965. La Roumanie (où la compétition se déroulait) et l'Allemagne y étaient conviées. Il ne faut pas la confondre ni avec l'actuelle Coupe d'Europe, ni avec la nouvelle Coupe d'Europe des clubs de la FIRA, compétition créée lors de la saison 2005-2006 et réservée aux clubs des pays ne faisant pas partie des tiers 1 et 2 du classement de la fédération internationale de rugby.

## Statistiques
Statistiques arrêtées à l'issue de la compétition 2024-2025
- Plus grand nombre de titres pour un club : 6, Stade toulousain
- Plus grand nombre de titres pour un pays : 13, France
- Plus grand nombre de titres pour un joueur : 6, Frédéric Michalak (Stade toulousain 2003, 2005, 2010 ; RC Toulon 2013, 2014, 2015) ou 4, Frédéric Michalak (Stade toulousain 2003, 2005 ; RC Toulon 2013, 2015) et Cédric Heymans (CA Brive 1997 ; Stade toulousain 2003, 2005 et 2010)[Note 17]
- Plus grand nombre de titres consécutifs pour un club : 3, RC Toulon
- Plus grand nombre de titres consécutifs pour un pays : 5, France
- Plus grand nombre de participations à une finale pour un club : 8, Stade toulousain, Leinster
- Plus grand nombre de représentations en finale : 28, France
- Plus grand nombre de participations consécutives à une finale pour un club : 3, Stade toulousain, RC Toulon, Stade Rochelais et Leinster
- Plus grande série de matchs sans défaite dans la compétition : 16, Stade Rochelais
- Plus grand nombre de participations à la compétition : 25 (Munster, Leinster, et Ulster), soit la totalité des compétitions depuis la création de la Coupe d'Europe
- Victoire la plus large en finale : 28 points d'écart, Leinster 42-14 Ulster en 2012
- Plus grand nombre de points marqués en finale : 64, Leicester Tigers 34-30 Stade français en 2001
- Victoire la moins large en finale : 1 point d'écart, Bath rugby 19-18 CA Brive en 1998 ; Northampton Saints 9-8 Munster en 2000 ; RC Toulon 16-15 ASM Clermont Auvergne en 2013 et Leinster 26-27 Stade rochelais en 2023
- Plus petit nombre de points marqués en finale : 17, Northampton Saints 9-8 Munster, en 2000
- Plus grand nombre d'essais pour un joueur : 41, Chris Ashton[76]
- Plus grand nombre d'essais pour un joueur en une édition : 14, Damian Penaud[77]
- Plus jeune joueur champion : Danny Cipriani, 19 ans 6 mois et 18 jours lors de la finale remportée par les London Wasps le 20 mai 2007
- Plus vieux joueur champion : Sébastien Bruno, 38 ans 8 mois et 23 jours lors de la finale remportée par le Rugby club toulonnais le 18 mai 2013
- Le Stade toulousain est devenu la première équipe à obtenir cent victoires en Coupe d'Europe en battant les Glasgow Warriors (19-11) le 7 décembre 2014 au Stade Ernest-Wallon de Toulouse
- Plus grand nombre de confrontations entre deux clubs (Castres olympique et Munster) depuis la première édition de la Coupe d'Europe en 1995-1996, 18
- Plus grosse défaite d'une équipe française : 89-7 (Montpellier Hérault rugby à l'extérieur face au Leinster le 16 janvier 2022)[78].

## Trophées de l'ERC

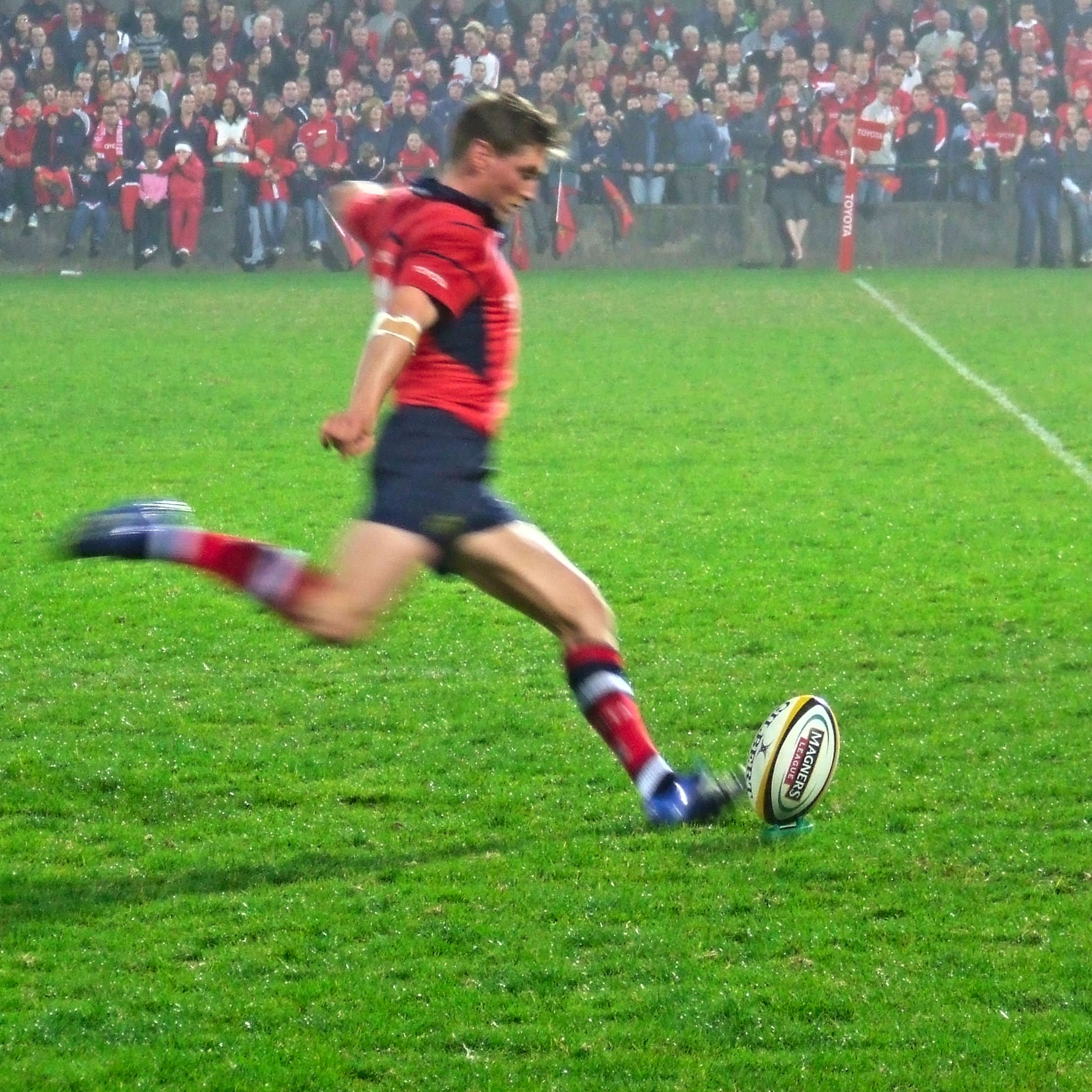
Ronan O'Gara, meilleur joueur et membre de l'équipe-type des 15 ans de l'ERC.

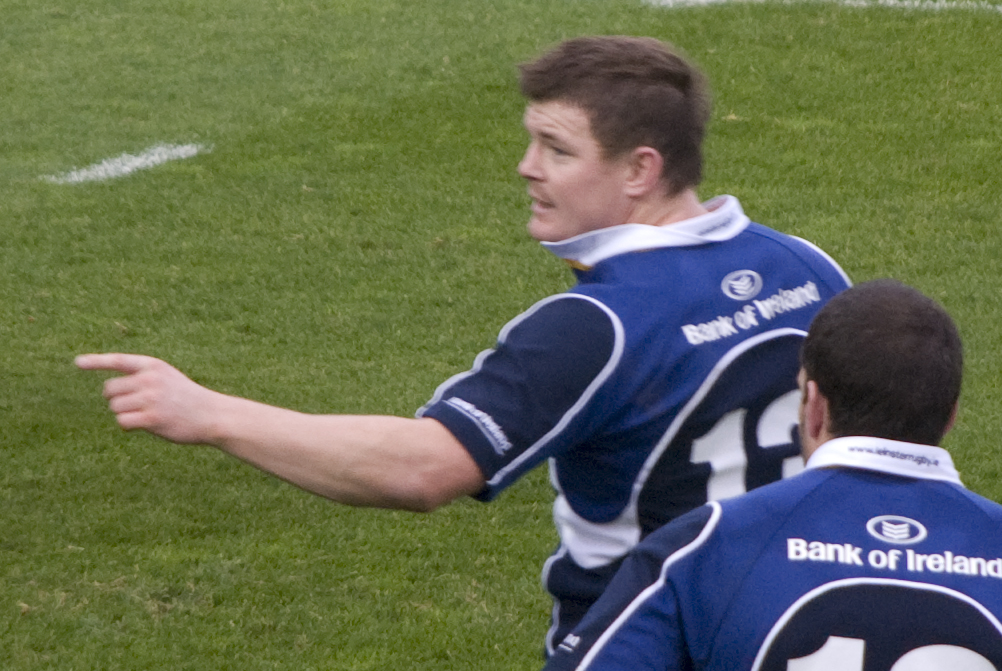
Brian O'Driscoll, membre de l'équipe-type des 15 ans de l'ERC.

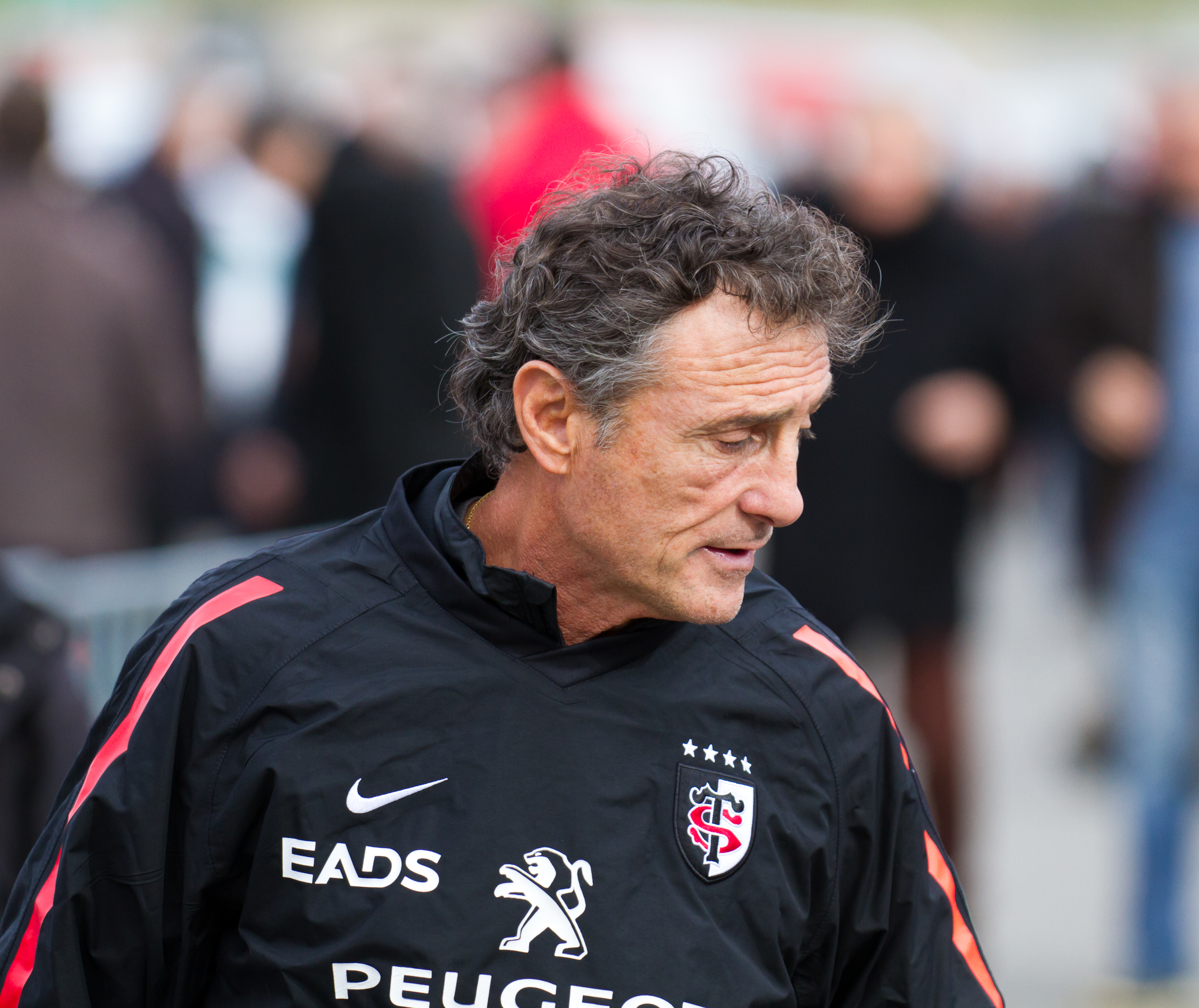
Guy Novès, meilleur entraîneur des 15 ans de l'ERC.

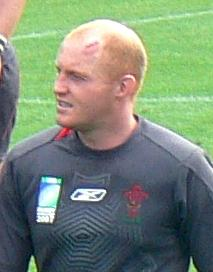
Martyn Williams prix du fair-play des 15 ans de l'ERC.

### Prix Élite ERC
En 2005, pour ses dix ans, l'ERC introduit des prix afin de récompenser les équipes et les joueurs. Ainsi, une équipe est distinguée lorsqu'elle atteint la barre des cinquante matchs joués. Trois prix sont créés pour les joueurs qui disputent cinquante matchs, ceux qui inscrivent cinq cents points et ceux qui inscrivent vingt-cinq essais. Un prix est créé plusieurs années après pour les joueurs ayant disputé cent matchs. À l'issue de l'édition 2014-2015, vingt-deux équipes ont disputé cinquante matchs, cent quarante et un joueurs ont disputé cinquante matchs dont quatre qui en ont disputé cent. Sept joueurs ont marqué cinq cents points et neuf joueurs ont inscrit 25 essais.

### Quinze ans de l'ERC
Pour fêter ses quinze ans, l'ERC décide de décerner des trophées récompensant le meilleur joueur et le meilleur entraîneur des quinze premières années de l'histoire de la compétition (1995-2010). Un prix du fair-play est également attribué. Ces trois prix sont attribués par un panel d'experts de l'ERC. Enfin, une équipe type est constituée par un jury de neuf personnes désignées par le panel d'experts qui sont : Ian McGeechan, Lawrence Dallaglio, Ieuan Evans, Fabien Galthié, Donal Lenihan, Michael Lynagh, Stuart Barnes, Stephen Jones et Jacques Verdier. Ronan O'Gara  est élu meilleur joueur des quinze ans, Guy Novès  meilleur entraîneur des quinze ans, Martyn Williams  recevant pour sa part le prix du fair-play.
L'équipe-type des quinze ans de l'ERC est la suivante :

### Prix ERC du meilleur joueur européen de l'année
Après avoir choisi le meilleur joueur des quinze premières années de l'ERC, l'organisation décide d'attribuer à partir de la saison 2010-2011 un prix désignant le meilleur joueur de la saison. Sean O'Brien du Leinster en est le premier lauréat. Ronan O'Gara, vainqueur du prix du meilleur joueur des quinze dernières années, est intégré au palmarès. Pour l'édition 2017, le trophée est renommé en hommage à Anthony Foley, mort avant un match de coupe d'Europe de l'équipe qu'il entraînait, le Munster, le 16 octobre 2016.
Le tableau ci-dessous donne la liste des lauréats depuis la création de ce prix en 2010.
| Édition   | Nom                | Poste                  | Équipe                |
| --------- | ------------------ | ---------------------- | --------------------- |
| 1995-2010 | Ronan O'Gara       | demi d'ouverture       | Munster               |
| 2010-2011 | Sean O'Brien       | troisième ligne aile   | Leinster              |
| 2011-2012 | Rob Kearney        | ailier, arrière        | Leinster              |
| 2012-2013 | Jonny Wilkinson    | demi d'ouverture       | RC Toulon             |
| 2013-2014 | Steffon Armitage   | troisième ligne centre | RC Toulon             |
| 2014-2015 | Nick Abendanon     | arrière                | ASM Clermont          |
| 2015-2016 | Maro Itoje         | deuxième ligne         | Saracens              |
| 2016-2017 | Owen Farrell       | demi d'ouverture       | Saracens              |
| 2017-2018 | Leone Nakarawa     | deuxième ligne         | Racing 92             |
| 2018-2019 | Alex Goode         | arrière                | Saracens              |
| 2019-2020 | Sam Simmonds       | troisième ligne centre | Exeter Chiefs         |
| 2020-2021 | Antoine Dupont     | demi de mêlée          | Stade Toulousain      |
| 2021-2022 | Josh van der Flier | troisième ligne aile   | Leinster              |
| 2022-2023 | Grégory Alldritt   | troisième ligne centre | Stade rochelais       |
| 2023-2024 | Antoine Dupont     | demi de mêlée          | Stade toulousain      |
| 2024-2025 | Damian Penaud      | ailier                 | Union Bordeaux Bègles |

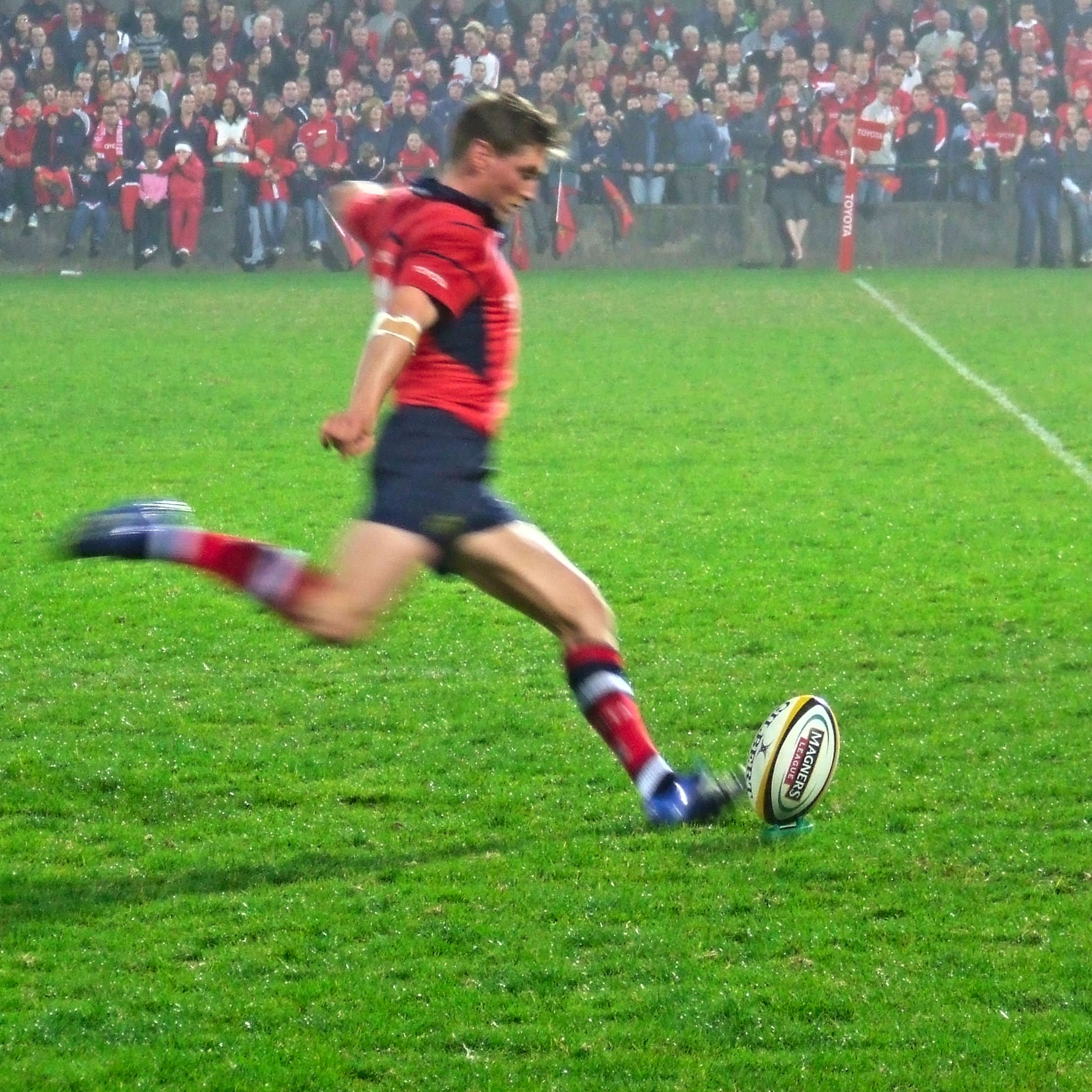
1995-2010 : Ronan O'Gara
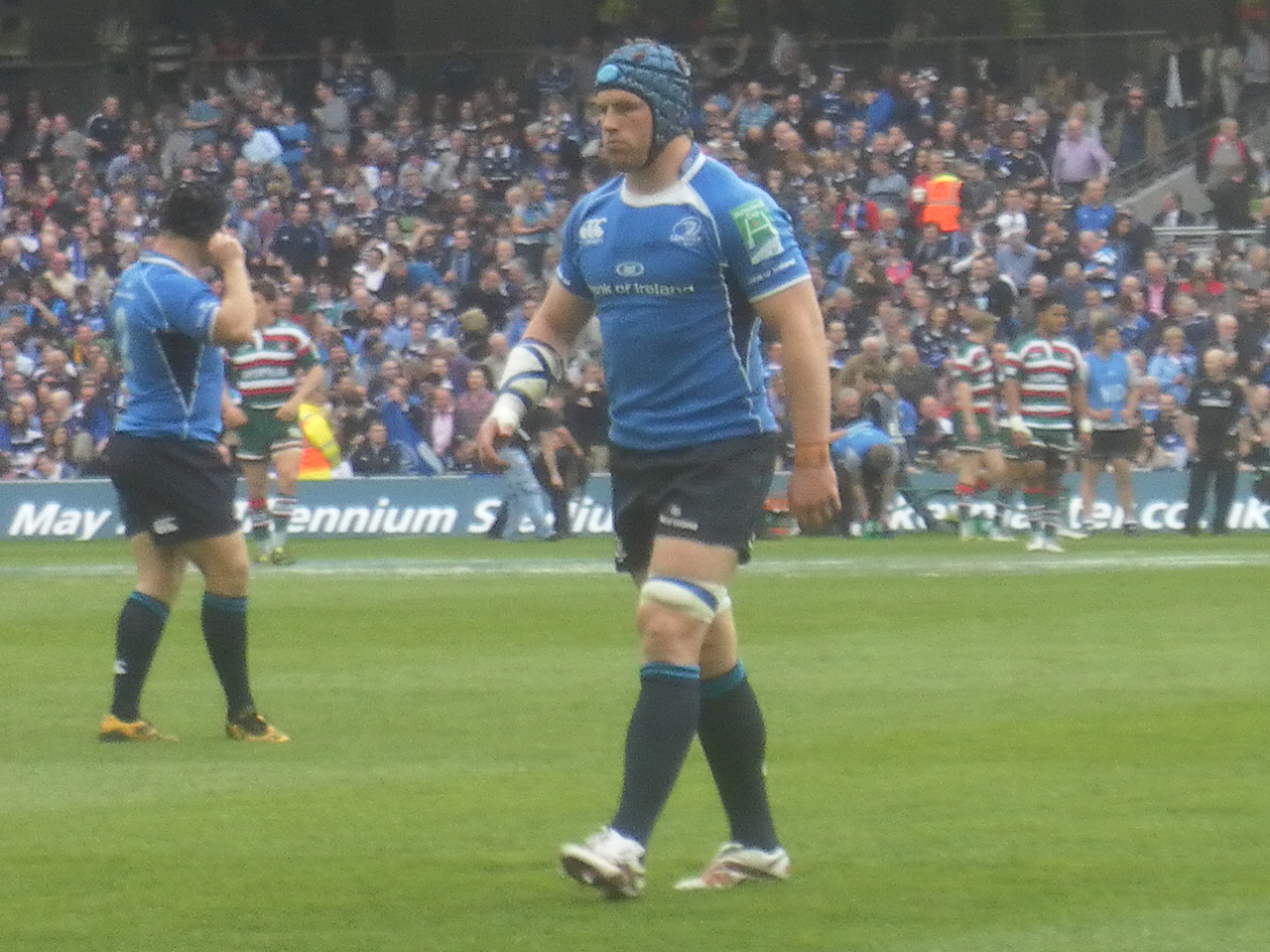
2010-2011 : Sean O'Brien
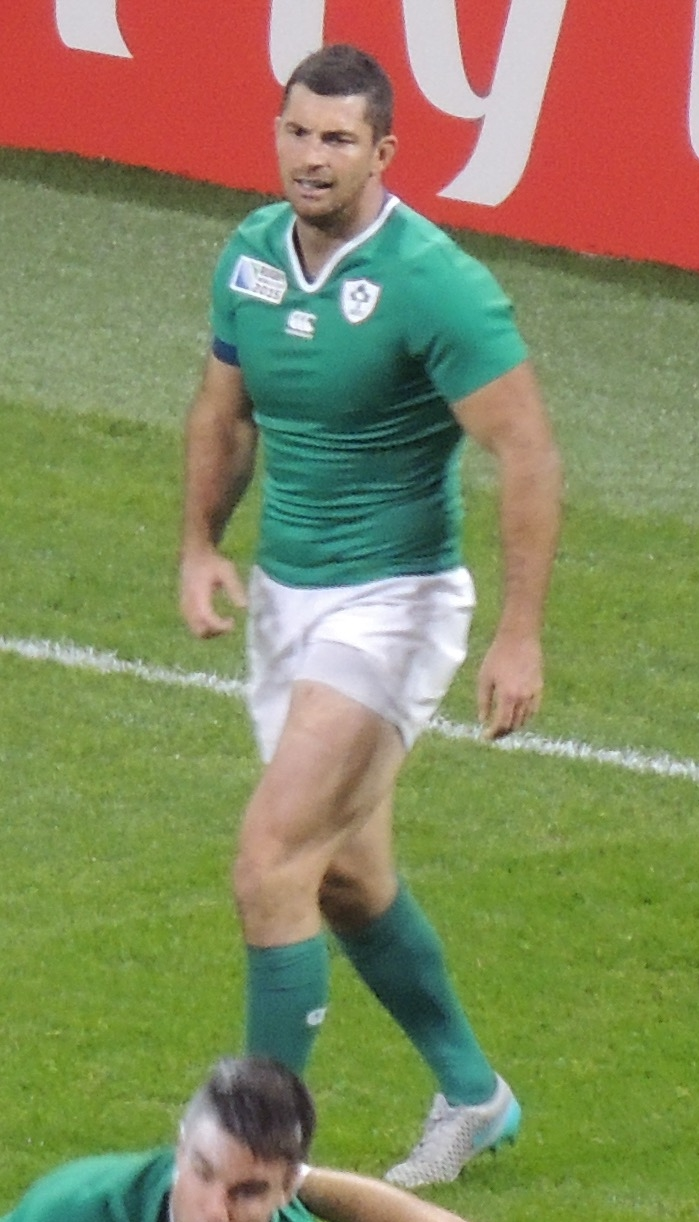
2011-2012 : Rob Kearney
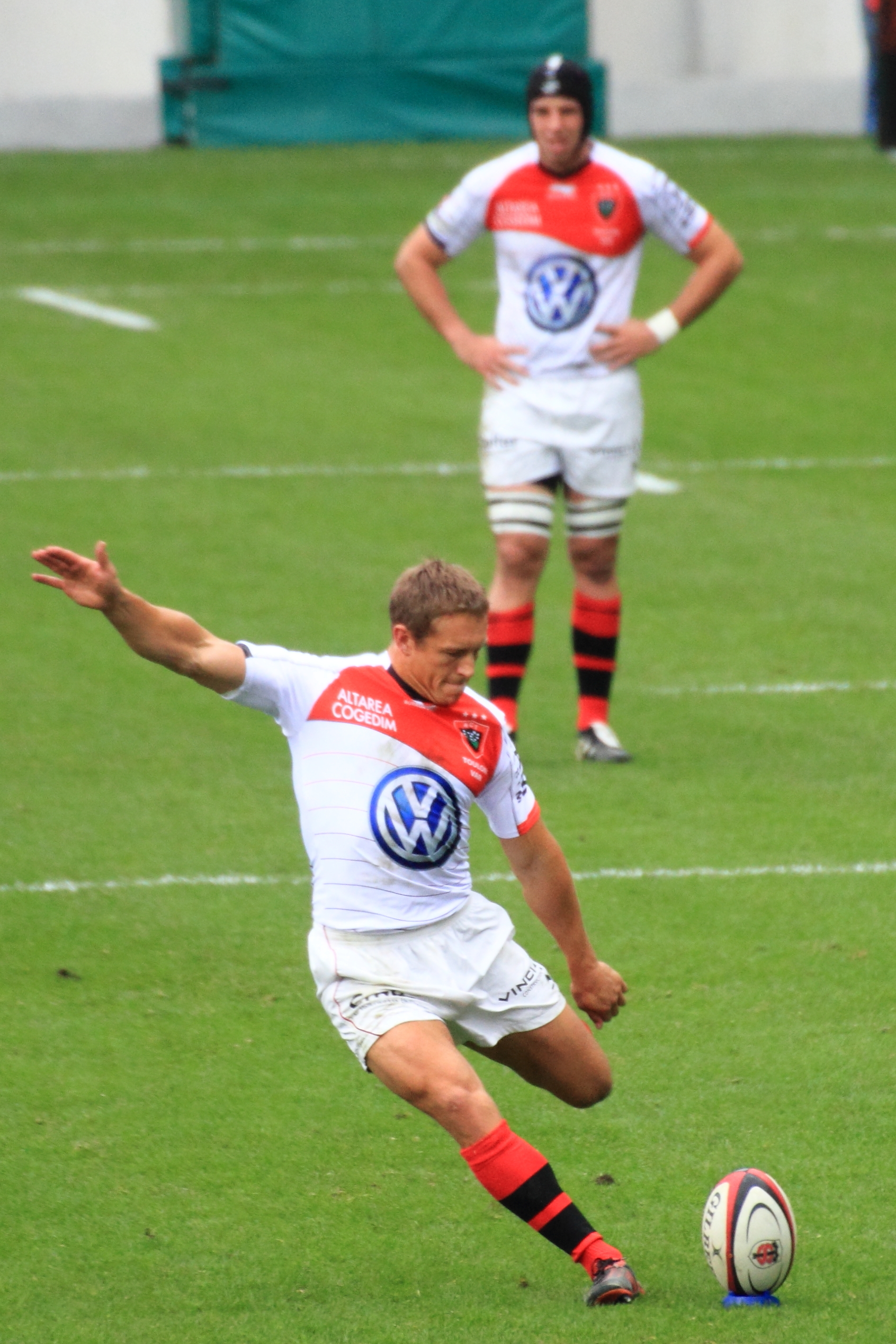
2012-2013 : Jonny Wilkinson
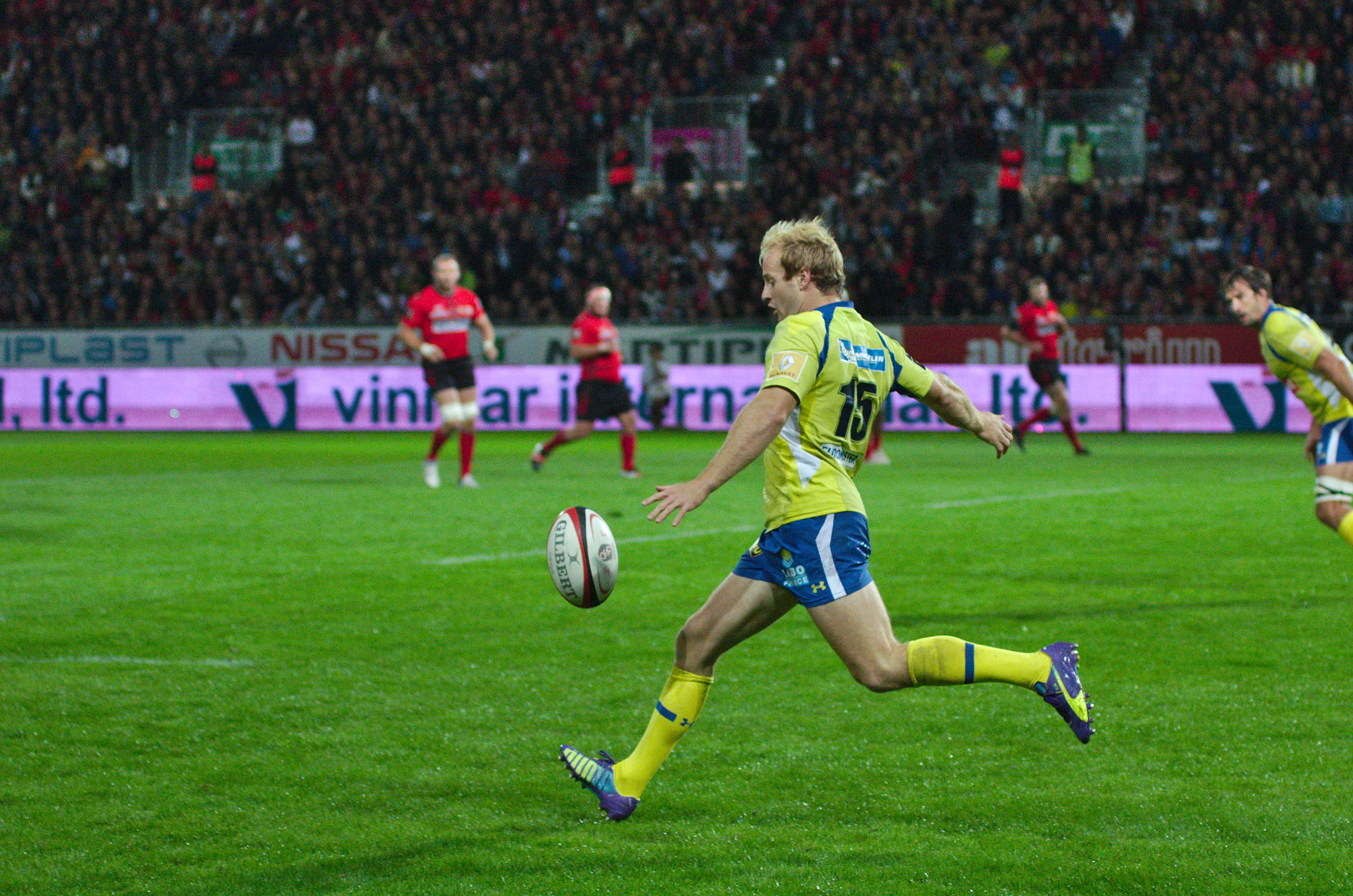
2014-2015 : Nick Abendanon
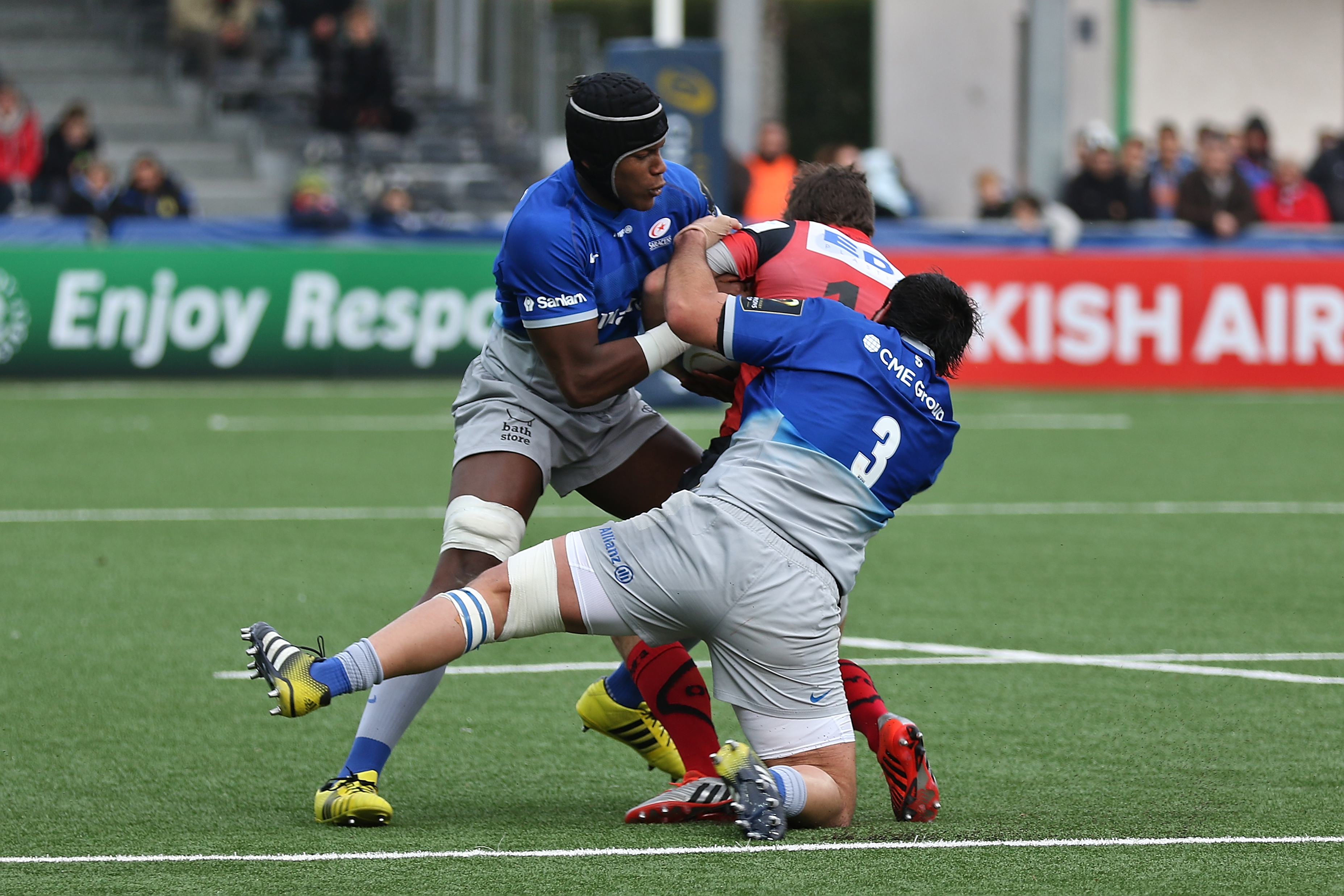
2015-2016 : Maro Itoje
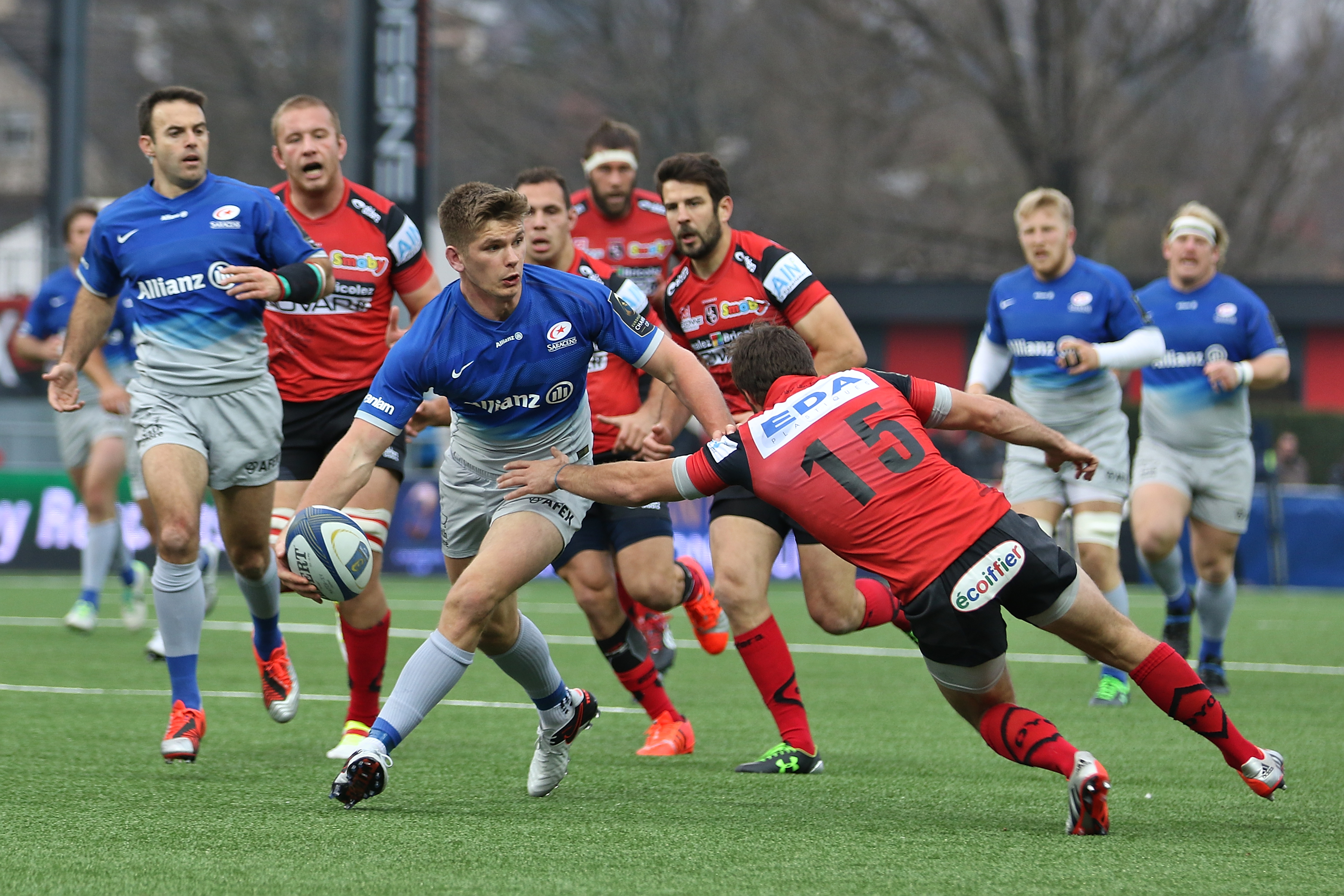
2016-2017 : Owen Farrell
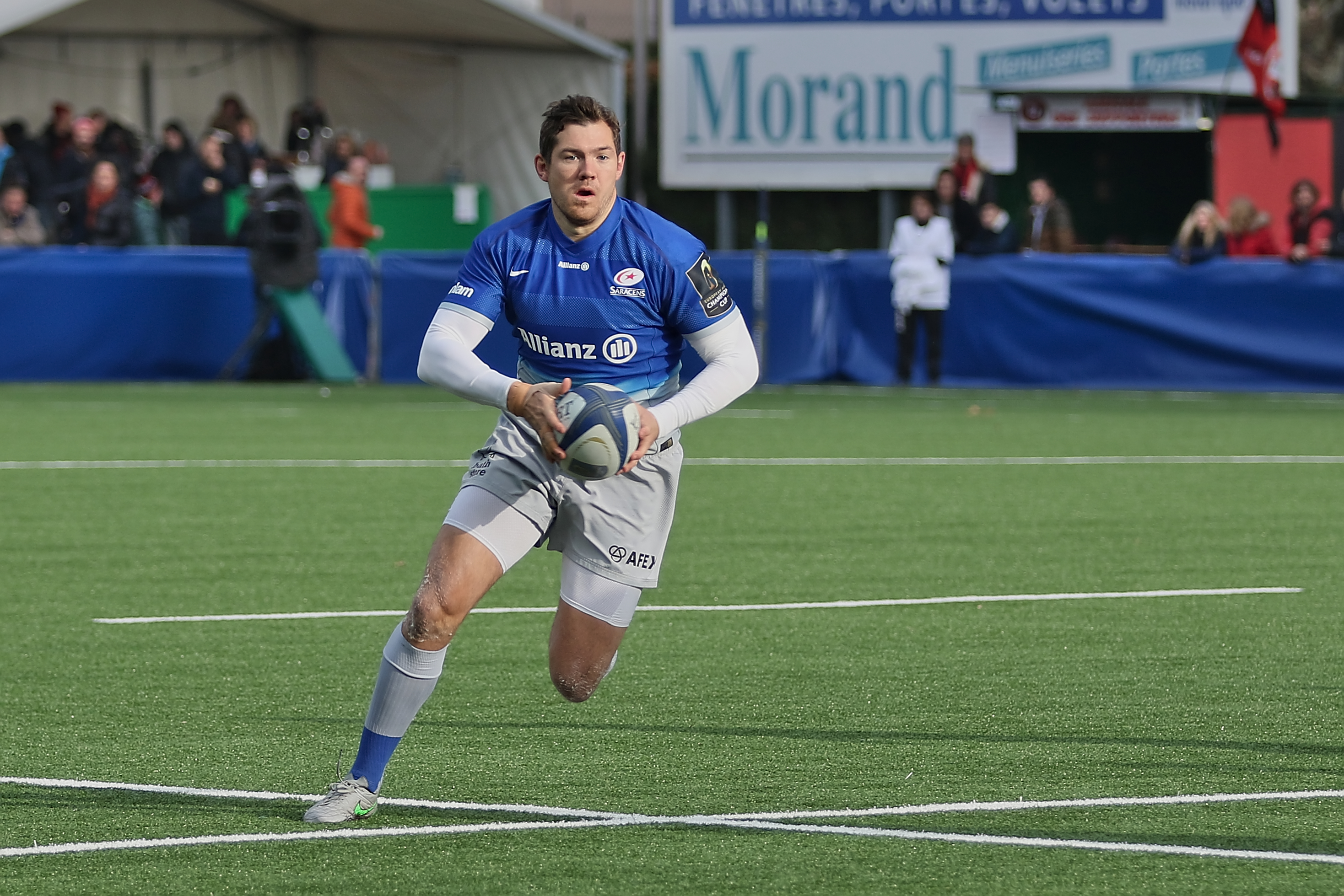
2018-2019 : Alex Goode

## Couverture télévisuelle

### Nations participantes
- Pour les Îles Britanniques, jusqu'en 2014, la chaîne Sky Sports retransmet en langue anglaise six matchs de poule par journée ainsi que la phase finale de la compétition[93]. Depuis 2014, les chaînes Sky Sports et BT Sport se partagent la diffusion, elles diffusent cinq matchs de poule chacune par journée.

- La chaîne galloise S4C diffuse pour sa part des résumés de matchs de la compétition en langue galloise[93].
- En Italie, le bouquet de télévision par satellite Sky Italia retransmet les matchs à travers la chaîne Sky Sport[93].
- Pour la France, la chaîne de télévision de service public France 2 et le Groupe Canal+ (avec ses chaînes Canal+, Canal+ Sport et Sport+) co-diffusent la compétition[93] de la création à 2014. France 2 diffuse alors deux matchs par tour de compétition. En 2014, à la suite du nouvel appel d'offres pour la diffusion des matchs du nouveau format, beIN Sports diffuse l'intégralité des matchs de Champions Cup et de Challenge Cup. France Télévisions co-diffuse néanmoins un match de Champions Cup le dimanche et un match de Challenge Cup par weekend de compétition. En 2019, à la suite d'un accord entre Bein Sports et France Télévisions de sous-licence, France 2 diffuse à nouveau deux matchs de Champions Cup par journée en co-diffusion avec la chaine qatarie[94].

### Autres pays
Le tournoi est diffusé sur tous les continents, notamment dans sept pays européens, dont l'Espagne (TVE) et la Pologne (Polsat). En Amérique du Sud, la chaîne ESPN Latin America retransmet les matchs. En Asie, la chaîne Eurosport Asie. Au Moyen-Orient et au Maghreb, la chaîne Canal + Afrique. La compétition est également retransmise dans d'autres pays d'Afrique comme l'Afrique du Sud et en Océanie.